# Connexxion
Connexxion is een vervoersmaatschappij op het gebied van regionaal personenvervoer en ambulancezorg in Nederland.

## Ontstaansgeschiedenis
Sinds de jaren zeventig fuseerden tal van "kleine" vervoerondernemingen om door deze samenwerking het openbaar vervoer sterker te maken. Het eerste initiatief was de ESO die in juni 1974 werd opgericht. Bijna alle 30 streekvervoerders inclusief de 13 NS-dochterondernemingen verenigden zich hierin. Alle aandelen van de NS in de Nederlandse busmaatschappijen werden in 1982 ondergebracht in de holding ABS. Beide bedrijven werden in 1989 samengevoegd tot het Verenigd Streekvervoer Nederland. In 1992 werd die naam veranderd in VSN-groep. In de jaren erna vonden er verdere fusies plaats tussen de vervoerbedrijven. Negen jaar later werd de VSN-groep opgesplitst in drie zelfstandige bedrijven: het "randstadsbedrijf" VSN-1, het "regiobedrijf" VSN-2 en het garagebedrijf Techno Service Nederland.
De reden voor de herverdeling was de nieuw in te voeren Wet personenvervoer 2000, waarmee marktwerking in het Nederlandse openbaar vervoer werd geïntroduceerd. In 1994 en 1995 waren er al experimenten met aanbesteden geweest, door het privatiseren van het busvervoer in Zuid-Limburg. De verantwoordelijke overheid verdeelt het grondgebied en/of de bestaande lijnen in zogenaamde concessiegebieden of lijnconcessies. Om de meest geschikte vervoerder te vinden, organiseert de concessieverlener een openbare aanbesteding. Vervoerbedrijven die meer dan 50% marktaandeel bezitten mogen zich niet meer inschrijven op een aanbesteding. In 1996 hadden de VSN-dochters ongeveer een gezamenlijk marktaandeel van 98%.
In VSN-1 werden de sterkste streekvervoerders ingedeeld, namelijk Midnet, NZH, Oostnet en de ZWN-Groep. Deze vervoerbedrijven gingen op 10 mei 1999 verder onder de nieuwe naam Connexxion, bedacht door accountmanager Hans Snel van Midnet en juridisch komt het bedrijf voort uit de NZH.
Voor het bus- en treinvervoer in de Achterhoek, waar eerder Oostnet reed, werd het zelfstandige vervoerproject Syntus opgericht. Connexxion had na de fusie ongeveer 65 procent van het Nederlandse streekvervoer in handen; dit was nog te veel volgens de maatstaven die eerder waren gesteld.
In VSN-2 werden de financieel veel zwakkere bedrijven BBA, Hermes Groep, Hanze Groep (GADO) en VEONN Groep ingedeeld. Deze waren bestemd voor de verkoop. De laatste twee bedrijven werden verkocht aan de Britse vervoermaatschappij Arriva. Daarmee werd in één keer de bussenmarkt in Groningen, Friesland en in delen van Drenthe, Overijssel en Flevoland geprivatiseerd. De BBA en Hermes werden uiteindelijk niet verkocht. BBA werd in eerste instantie een zelfstandig bedrijf en werd pas later verkocht aan Veolia Transport. Hermes zou geïntegreerd worden in Connexxion, maar werd uiteindelijk een gedeeltelijke dochteronderneming van Connexxion.

## Tijdlijn rechtsvoorgangers
De tijdlijn van de rechtsvoorgangers begint in 1880 met de oprichting van de NZH. Connexxion kon hierdoor al 6 jaar na de oprichting zijn 125-jarig bestaan vieren. Hieronder een overzicht van de fusies vanaf 1981.

## Vervoergebied toen en nu
In de begintijd in 1999 had Connexxion in grote delen van het land een alleenheerschappij in het streekvervoer, behalve in Groningen, Friesland, Drenthe, Noord-Brabant en Limburg. Het bedrijf verzorgde toen de busdiensten in:
- de regio Zwolle / Salland, inclusief stadsdienst Zwolle
- Twente, inclusief stadsdiensten
- de Veluwe, inclusief stadsdienst Apeldoorn en Harderwijk
- de Gelderse Vallei, inclusief stadsdienst Ede en Arnhem
- vrijwel de gehele provincie Utrecht, inclusief de stadsdiensten (behalve in de stad Utrecht)
- de Flevopolder, inclusief de stadsdiensten in Lelystad en Almere
- vrijwel geheel Noord-Holland, inclusief Texel en de stadsdiensten (behalve in Amsterdam)
- vrijwel geheel Zuid-Holland, inclusief de stadsdiensten (behalve Den Haag, Rotterdam en Dordrecht)
- vrijwel geheel Zeeland (behalve Tholen en Sint-Philipsland), inclusief de stadsdiensten

In de laatste vier provincies reden van andere maatschappijen alleen enkele uitlopers of gezamenlijk geëxploiteerde buslijnen, zoals tot 2006 de buslijn over de Afsluitdijk. Opvallend in het oorspronkelijke vervoergebied waren de Utrechtse sneltram, het Arnhemse trolleybusnet, de ParkShuttle in Capelle aan den IJssel, de OV te water-verbinding Amsterdam Centraal – IJmuiden over het Noordzeekanaal en de treindienst Almelo – Mariënberg.
Sindsdien is Connexxion een groot deel van het vervoergebied kwijtgeraakt aan andere vervoerders. Alleen In Noord-Holland heeft Connexxion een dominante positie behouden en rijdt overal behalve in Zaanstreek-Waterland en enkele uitlopers van andere concessies. Een enkele keer werden delen herwonnen zoals Utrecht en Zuid-Holland, elders zijn er nog slechts kleine vervoergebieden over. Alle concessies in het voormalige NZH-vervoergebied, behalve de concessie Zaanstreek-Waterland, zijn nog in handen van Connexxion (op 9 december 2012 verloor Connexxion wel het voormalige NZH-gebied (west) Zuid-Holland Noord en per 10 december 2023 het voormalige Enhabo gebied in de Zaanstreek).Van het voormalige Midnet-vervoergebied zijn de concessies Gooi en Vechtstreek en een deel van Gelderland (met dochter Hermes als Breng) overgebleven.
Anders ligt de situatie het voormalige ZWN-vervoergebied, waarvan sinds 9 december 2012 alleen de concessies Voorne-Putten (tot 9 december 2018), Midden-Zeeland en de ParkShuttle nog in handen waren en als een eiland in het gebied van andere vervoerders lagen. Sinds 13 december 2015 is echter ook weer de concessie Hoeksche Waard / Goeree-Overflakkee in handen. Sinds 11 december 2016 werd de concessie Haaglanden weer gereden onder de naam Connexxion en verdween de naam Veolia maar op 25 augustus 2019 verloor men deze concessie weer aan EBS. Van het voormalige Oostnet is alleen het huidige Breng nog in handen van dochter Hermes.
Daarentegen won het bedrijf ook concessies waar het eerder niet reed, waaronder een groot deel van Friesland, Zuidoost Drenthe, delen van Overijssel, de Noordoostpolder en Tholen en Sint-Philipsland waarvan alleen de laatste nog in handen is. In delen van Overijssel en de Noordoostpolder werd tot en met 9 december 2023 gereden door dochter OV Regio IJsselmond, voor het vervoer daar op 10 december 2023 door EBS werd overgenomen.
Anno 2025 rijdt het bedrijf busdiensten in de provincies Noord-Holland, Zuid-Holland en Zeeland met uitzondering van enkele uitlopers van lijnen naar andere concessies. In december 2025 komt hier het bus- en tramvervoer rond Utrecht bij. Dochter Hermes exploiteert buslijnen in Gelderland en Noord-Brabant. In Drenthe en Groningen rijdt Connexxion niet zelf bussen, maar rijden er bussen van dochteronderneming Connexxion Taxi Services. Zie ook activiteiten per provincie.
Naast het stads- en streekvervoer exploiteert Connexxion al sinds de start taxi's in diverse regio's (Connexxion Taxi Services, kortweg CTS), ten behoeve van kleinschalig-, leerlingen- en (zorg)instellingenvervoer. De regio's zijn in de loop der jaren wel veranderd. Connexxion Tours verhuurde touringcars en ex-lijndienstbussen met chauffeur voor bijvoorbeeld groepsreizen, pendeldiensten of treinvervangend vervoer. Deze tak van het bedrijf werd in 2018 verkocht aan Taxi Centrale Renesse en ging in 2020 failliet. Connexxion Water exploiteerde tot 2018 een aantal veerdiensten en veerponten in Nederland. Ten slotte verzorgt Connexxion Ambulancezorg (mede) de ambulanceritten in de regio's Haaglanden, Noord-Holland Noord, Zuid-Kennemerland, Noord- en Oost-Gelderland en Zeeland.
Connexxion maakte op 21 juni 2012 bekend dat er niet meer onder de prijs op concessies wordt ingeschreven, ook als dat betekent dat het vervoerbedrijf concessies kwijtraakt. In het verleden heeft Connexxion niet altijd als een verstandig ondernemer ingeschreven.

## Naam en huisstijl

Oude logo van Connexxion dat nog steeds veelvuldig wordt gebruikt

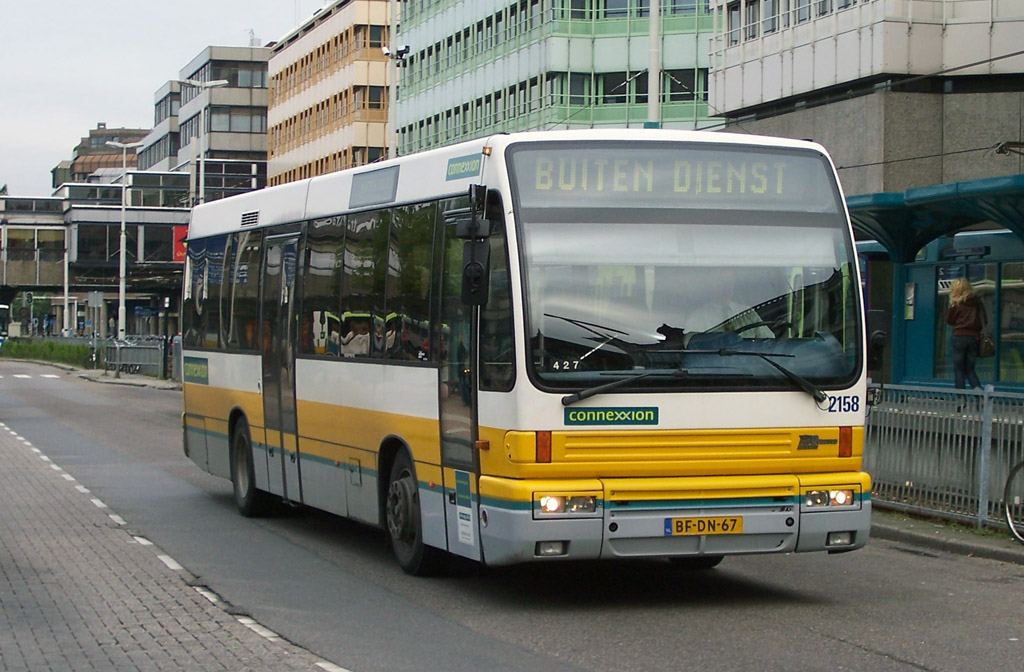
Deze inmiddels gesloopte Den Oudsten Alliance van Midnet kreeg alleen stickers met het logo van Connexxion.

De VSN-groep streefde naar een nieuwe naam die internationaal moest klinken, mocht geen afkorting zijn en niet te "vervoersachtig". Er werd gekozen voor de naam "Connexxion", een verwijzing naar het Engelse woord "Connection" dat Met elkaar verbinden betekent. De twee X'en geven de beweging aan van het vak dat beoefend wordt, namelijk "Mensen bij elkaar brengen". Dit werd tevens het motto van het bedrijf. De rechterkant van beide X'en is in een andere kleur uitgevoerd, zodat er in de typografie twee pijlen in het oog springen. Het logo van Connexxion is in 1999 ontworpen door Design Bridge. Sinds begin 2011 heeft Connexxion een nieuw logo dat langzaam wordt geïntroduceerd. Het logo is vanaf 2012 op de socialemediasites van Connexxion te zien en vanaf november 2012 ook op de website van Connexxion. Het nieuwe logo is sinds 22 juli 2018 te zien op de bussen. De nieuwe bussen zijn gelijk met de nieuwe "flexibele" dienstregeling ingezet.
In de begintijd schreef het bedrijf zijn naam als conneXXion. Vanaf juni 2001 werd de naam geschreven als connexxion, met een kleine letter C en met kleine X-en. Alleen aan het begin van een zin werd de naam wel met een grote C geschreven. In verband met de aankomende integratie met Hermes in dat jaar werd ervoor gekozen het motto van de Hermes Groep over te nemen. Dit was overigens een kleine aanpassing: in plaats van "mensen bij elkaar brengen" werd het nieuwe motto "brengt mensen bij elkaar". Uiteindelijk ging de geplande integratie met Hermes niet door, want het bedrijf werd een dochteronderneming. De schrijfwijze 'connexxion' werd na verloop van tijd in alle stilte veranderd in Connexxion. Op de bussen, sneltrams en treinen is de C nog steeds geschreven in onderkast. In 2007 werd het huidige motto Alles voor de reiziger ingevoerd.
De huisstijl bestond uit een donkergroene basis met een lichtgroene bovenkant/dak. Alle zijkanten waren voorzien van Connexxion-logo's. Ongeveer tien procent van het wagenpark dat destijds van de fusie-vervoerders werd overgenomen kreeg zeer snel de nieuwe huisstijl. Dit betrof de relatief jonge bussen en die werden gelijkelijk over de vestigingen verdeeld. De overige bussen behielden hun oorspronkelijke bedrijfskleuren en kregen alleen stickers met het logo van Connexxion. De gedachtegang hierachter was dat de oudste bussen toch afgevoerd zouden worden omdat het bedrijf in hoog tempo nieuwe bussen bij Berkhof in Heerenveen en bij Den Oudsten in Woerden bestelde. Ook plaatste Connexxion begin 2000 een order bij EvoBus voor 95 nieuwe bussen van het type Mercedes-Benz Integro. Hierdoor reed al spoedig een groot deel van het wagenpark in de nieuwe kleuren rond. De laatste bussen in deze kleuren werden in 2024 buiten dienst gesteld.
Veel oud materieel werd afgevoerd, maar toch bleven series bussen tot 10 jaar verder in de oude kleuren rondrijden. Slechts een beperkt aantal wagens werd later alsnog groen gespoten. Alle oude bussen zijn inmiddels geëxporteerd, gedemonteerd of verkocht aan lokale busbedrijven in Nederland.
Naast de standaard-huisstijl droegen sommige bussen een bepaalde productformule, zoals de Maxx-concepten op sommige stadsdiensten zoals in Almere, en de Frysker in Friesland.
De chauffeurs van Connexxion verruilden met ingang van 2 april 2001 hun oude bedrijfskleding, die dateerde uit de tijd van de voormalige VSN-1 bedrijven, voor een nieuw outfit. Er werd een geheel nieuwe kledinglijn ontwikkeld voor de chauffeurs in het openbaar vervoer en ook voor de taxichauffeurs. De kleding is ontworpen door de ontwerper Alexander van der Slobbe. De chauffeurs konden tips geven voor de nieuwe kledinglijn. De nieuwe bedrijfskleding werd voor ongeveer 8000 chauffeurs gemaakt. Daarvoor waren 170.000 meter stof, 200.000 ritsen, 4.000 meter garen en 300.000 knopen nodig. De productie van de kleding heeft plaatsgevonden in zes landen. De uitlevering van de kleding aan de chauffeurs gebeurde via een postordersysteem. Op 24 januari 2002 won Connexxion met deze nieuwe bedrijfskleding de modeprijs Corporate Fashion Award.
In 2015 kregen alle nieuwe (en de door Connexxion overgenomen) bussen van Connexxion een nieuwe huisstijl. De binnenkant bleef gelijk, maar aan de buitenkant werd de donkergroene basis verruild voor een witte basis met daarop het vernieuwde logo van Connexxion.

## Bedrijfssituatie
Omdat Connexxion na de fusie echt één bedrijf moest worden, werd in februari 2001 een reorganisatie bekendgemaakt. Hierbij ging Connexxion van een regiostructuur over naar een structuur met vier divisies. Naast de directie en centrale staf kwamen er de divisies Openbaar Vervoer, Kleinschalig Vervoer, Tour & Water en New/Other Business. Het hoofdkantoor van de divisie Openbaar Vervoer kwam in Boskoop, waar eerst het regiokantoor ZuidWest was. De kantoren in Amersfoort en Arnhem vervielen hierbij. Een jaar later viel het doek voor het hoofdkantoor in Boskoop en verhuisde het naar Hilversum en Schiphol. In de jaren erna volgden nog een aantal reorganisaties. De huidige divisies zijn Openbaar Vervoer, Taxi Services, Ambulancezorg en TSN (Techno Service Nederland, het garagebedrijf).
Connexxion was tot 2007 volledig eigendom van de Nederlandse staat, vertegenwoordigd door het ministerie van Financiën.
Het ministerie van Financiën kondigde op 15 augustus 2005 aan het belang in Connexxion te willen verkleinen. Er leken zes potentiële partijen in de race om een aandeel in Connexxion over te nemen, namelijk de Nederlandse Spoorwegen in samenwerking met CVC Capital Partners, Deutsche Bahn, Rabo Capital met investeerder Gilde Investment Management, het Britse First Group, MTR Corporation uit Hongkong en Parcom (een combinatie van de Britse private firma Star Capital Limited samen met de ING Groep). Later trok CVC Capital Partners zich terug en was het onwaarschijnlijk geworden dat de NS de race zou winnen, omdat daarmee Connexxion indirect nog steeds in handen van de staat zou blijven.
Op 30 juni 2007 werd bekend dat overeenstemming was bereikt met het het consortium TBCH. De letters TBCH staan voor de bedrijven die hierin zijn vertegenwoordigd: het Franse Transdev, Bank Nederlandse Gemeenten (BNG) en Connexxion Holding. Het consortium nam op 12 oktober 2007 twee derde van de staatsaandelen over voor 244 miljoen euro. Het andere deel is eigendom van de Nederlandse Staat en zou op 12 oktober 2012 verkocht worden aan TBCH. De verkoop bleek in december 2012 nog niet geheel rond te zijn. Transdev bezit 75 procent van de aandelen van de TBCH holding en de combinatie BNG/Connexion Holding bezit de overige 25 procent.
Op 25 juli 2009 werd voor het eerst gesproken over een mogelijk fusie tussen Transdev en Veolia Transport. Op initiatief van de SP werd dit plan op 8 februari 2011 tegengehouden door de Nederlandse Tweede Kamer wegens het feit dat het nieuw gevormde bedrijf dan 80 procent van het stads- en streekvervoer per bus in Nederland zou exploiteren. Op 4 maart 2011 ging de fusie toch door.
Op 1 april 2014 werd bekend dat Connexxion en Veolia Transport Nederland voortaan samen zullen gaan inschrijven bij nieuwe concessies onder de naam Transdev. Een fusie is hierbij nog niet aan de orde. Wel zullen beide vervoerders bij nieuwe aanbestedingen en concessies meer gaan samenwerken. Uiteindelijk nam Connexxion op 11 december 2016 de laatste activiteiten van Veolia over. De eerste concessies waarbij het bedrijf de naam Transdev gebruikte gingen in 2020 in.

## Aandelen in andere bedrijven
Het in 1995 opgerichte vervoerbedrijf Hermes werd in 1998 ingelijfd bij de VSN-2 groep en was bestemd voor de verkoop. Connexxion kreeg echter 76% van de aandelen in handen. De overige 24% van de aandelen waren tot juni 2007 in handen van de provincie Limburg (11,5%) en enkele Limburgse gemeenten verenigd in Gebaltram. In juni 2007 heeft Connexxion alle aandelen van de provincie en Gebaltram voor 10 miljoen euro overgenomen en is sindsdien 100% eigenaar van Hermes.
Sinds 1 januari 2007 was Connexxion 100% eigenaar van het Utrechtse stadsvervoerbedrijf GVU NV en van het Nijmeegse Novio NV. De bedrijfsnaam Novio kwam per 9 december 2012 te vervallen, omdat de enige concessie die het bedrijf exploiteerde (Stadsregio Arnhem Nijmegen; SAN) overgenomen werd door zusterbedrijf Hermes. Per 8 december 2013 kwam ook een einde aan het GVU, nadat het stadsvervoer in Utrecht werd overgenomen door Qbuzz. Novio herleeft sinds 8 december 2013 min of meer voort als OV Regio IJsselmond.
Connexxion was voor één derde eigenaar van de vervoerder Syntus, maar heeft in juni 2007 aangekondigd om zijn aandeel in Syntus te verkopen aan de twee andere aandeelhouders, de NS en het Franse Keolis. Op die manier hoopte het bedrijf de impasse waar Syntus zich in bevindt, te doorbreken. De verkoop is op 14 september 2007 gerealiseerd.
Verder heeft Connexxion een belang van 32,8% in REISinformatiegroep BV (eigenaar van onder andere de reisinformatiedienst 9292).

## Activiteiten stads- en streekvervoer per provincie
Hieronder per provincie een overzicht van de activiteiten door de jaren heen.

### Friesland

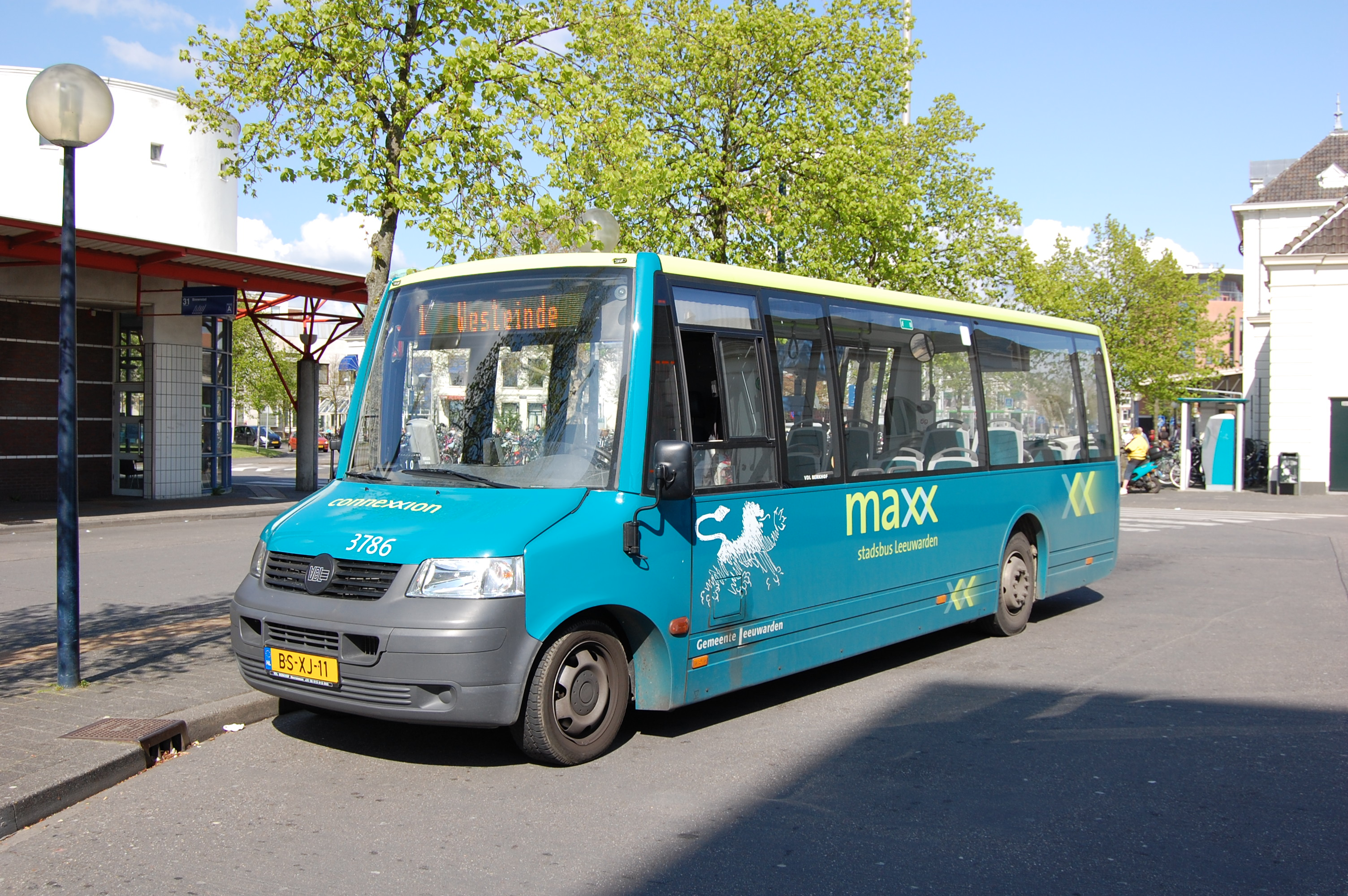
Een Procity, in Friesland beter bekend als Frysker bij station Leeuwarden.

De provincie Friesland was oorspronkelijk het domein van VSN-2 (Veonn en later Arriva).
Connexxion won in 2006 de concessie Noord- en Zuidwest Friesland (alle buslijnen van het voormalige NoordNed-gebied). De vervoerder introduceerde hier per 1 januari 2007 de formule Frysker, waarvoor ook een speciale huisstijl werd ontwikkeld. Deze huisstijl was later nog maar op een beperkt aantal bussen te zien. In eerste instantie werden er "oude" bussen van dochteronderneming Hermes, die een concessie in Limburg had verloren, naar Friesland gehaald. Dit waren grotendeels hogevloerbussen van het type Den Oudsten Alliance. Ondertussen werd er een order geplaatst bij VDL Berkhof in Heerenveen voor het ontwerpen van een nieuwe, kleine 20-persoonsbus. Nadat de nieuwe bus, de VDL Procity was goedgekeurd, gingen de 113 bussen de weg op. Het project mislukte omdat de bussen vooral in de spits overvol zaten.
Per 1 januari 2008 verhuisden een aantal Procity's naar de stadsdienst Maxx Leeuwarden, ook een concessie die Connexxion had gewonnen ten koste van Arriva. Op de stadsdienst gingen tevens Berkhof Ambassador bussen rijden en voor de scholierenlijnen gelede bussen van het type Mercedes-Benz Citaro.
De laatste jaren reden er nog circa vijftig Procity's in de gehele provincie. Een deel werd verkocht of overgeplaatst naar andere concessiegebieden. Als vervanger kwamen er weer grote bussen uit andere regio's, waaronder de types Berkhof Ambassador, MAN Lion's City en MAN Caetano.
Op 10 april 2012 maakte de Inspectie Sociale Zaken en Werkgelegenheid (voorheen de Arbeidsinspectie) bekend dat de buschauffeurs van de Procity in Friesland niet langer dan 4 uur achter het stuur mogen zitten.
Sinds 9 december 2012 zijn beide Friese concessies weer in handen van Arriva.

### Drenthe
Connexxion nam in Zuidoost-Drenthe per 12 december 2004 de lijndiensten van Pieper over. Deze concessie werd per 13 december 2009 geïntegreerd in de GD-concessie uitgevoerd door Qbuzz. De minder drukke lijnen werden apart aanbesteed en kwamen in handen van DVG Personenvervoer / Taxi Dorenbos. De regio Zuidwest-Drenthe (Meppel / Hoogeveen) werd in 2005 gezamenlijk aanbesteed met Noordoost-Overijssel en stadsdienst Zwolle. Connexxion won de concessie en exploiteerde daar de buslijnen van 4 september 2005 tot 29 augustus 2010. Oorspronkelijk zou deze concessie aflopen op 4 september 2011, maar doordat de lijnen in Zuidwest-Drenthe eerder werden aanbesteed in de concessie Groningen / Drenthe werd het contract verkort. De kleinschalige lijnen in Zuidwest Drenthe, waaronder de stadsdienst in Meppel en Hoogeveen werden apart aanbesteed. Connexxion Taxi Services (CTS) won deze concessie met een looptijd van 13 december 2009 t/m 13 december 2014 die met drie jaar is verlengd en dus loopt tot december 2017. Sinds 8 april 2018 voert CTS ook de Cityline in Assen uit.

### Overijssel
In 2003 werd de concessie Salland aanbesteed en gewonnen door Connexxion. In 2005 won Connexxion de concessie Noordoost-Overijssel / Zuidwest Drenthe / stadsdienst Zwolle. Een deel werd eerder uitgevoerd door Arriva. Op 29 augustus 2010 werden al deze concessies (met uitzondering van Zuidwest Drenthe) samengevoegd tot de concessie Midden-Overijssel die wordt uitgevoerd door Syntus Overijssel.
In 2005 werden de concessies Noordoostpolder Noord (Emmeloord e.o.) en Noordwest Overijssel (het gebied tussen Kampen, Genemuiden en Steenwijk inclusief Stadsdienst Kampen) en Midden Flevoland (oftewel oostelijk Flevoland) samengevoegd tot de concessie IJsselmond en openbaar aanbesteed. Connexxion won de concessie en nam hierdoor het gebied Noordoostpolder Noord en Noordwest Overijssel over van Arriva. Deze concessie zou oorspronkelijk aflopen op 4 september 2011, maar vanwege een mislukte concessieverlening voor de werd de concessie met 1¼ jaar verlengd tot 9 december 2012. Ook de tweede aanbesteding mislukte en hierdoor moesten de provincies een tijdelijk contract voor een jaar gaan gunnen. Dit contract werd in oktober 2012 aan Connexxion gegund tot 7 december 2013. Begin juli 2013 werd bekend dat OV Regio IJsselmond, een dochteronderneming van Connexxion, het busvervoer in IJsselmond voor een periode van 10 jaar mocht verzorgen. Op 10 december 2023 werd de concessie verloren aan EBS.

#### Twente

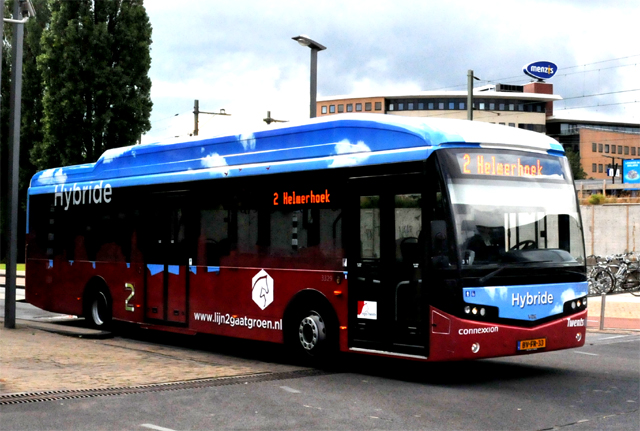
Hybride bussen van het type VDL Citea op stadslijn 2.

In de regio Twente fuseerden in 1997 de Twentse vervoermaatschappij TET en de Gelderse vervoermaatschappij GVM tot Oostnet. Deze maatschappij fuseerde in 1999 tot Connexxion. Met de komst van deze vervoerder verdwenen geleidelijk aan de typerende rode bussen met de afbeelding van het "Twentse Ros".
In 2005 werd het openbaar vervoer in deze regio openbaar aanbesteed. Het bestuur van de Regio Twente stelde als voorwaarde dat al het openbaar vervoer binnen die regio onder dezelfde huisstijl en naam, Twents, ging opereren. Daarmee kleurden de bussen en treinen vanaf 11 december 2005 in deze regio (weer) rood en werden voorzien van het Twents-beeldmerk.
Bij deze concessie hoorde ook de treindienst Almelo – Mariënberg. Deze werd tot 2007 door Connexxion zelf geëxploiteerd, hiervoor huurde het bedrijf twee Wadlopers (voor dit traject omgedoopt in Veenexxpres). Deze dienst werd daarna uitbesteed aan Syntus die daar LINT's (de nummers 44 en 45) met speciale bestickering inzette. Als enige spoorlijn in Nederland had deze treindienst een officieel lijnnummer. In de dienstregeling van Connexxion stond de lijn als lijn 84 vermeld. Op de treinen en de treinaanwijzers werd dit lijnnummer niet aangegeven. Syntus exploiteerde naast de treindienst ook twee buslijnen in het streeknet in opdracht van Connexxion. Ook de vervoermiddelen van Syntus zijn in Twente voorzien van de Twents-huisstijl.
In 2011 werd een nieuwe aanbesteding uitgeschreven door de Regio Twente, waarbij de indeling van de concessies in deze regio ook iets veranderde. De nieuwe concessie Twente, met als ingangsdatum 8 december 2013, werd gewonnen door Syntus (zie ook Syntus Twente). Hierdoor verdween Connexxion in zijn geheel uit deze regio.

### Gelderland

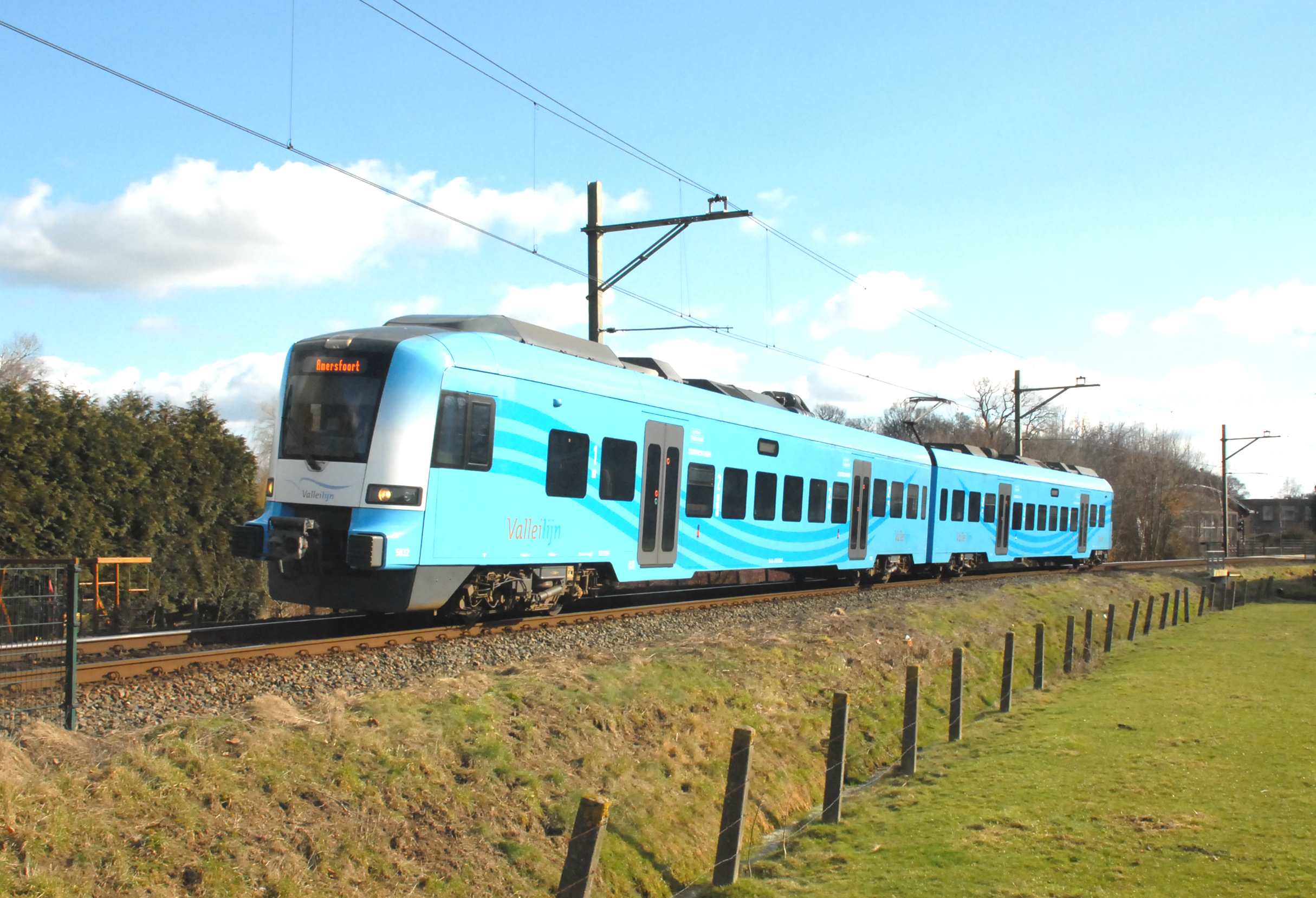
Protos-treinstel op de Valleilijn.

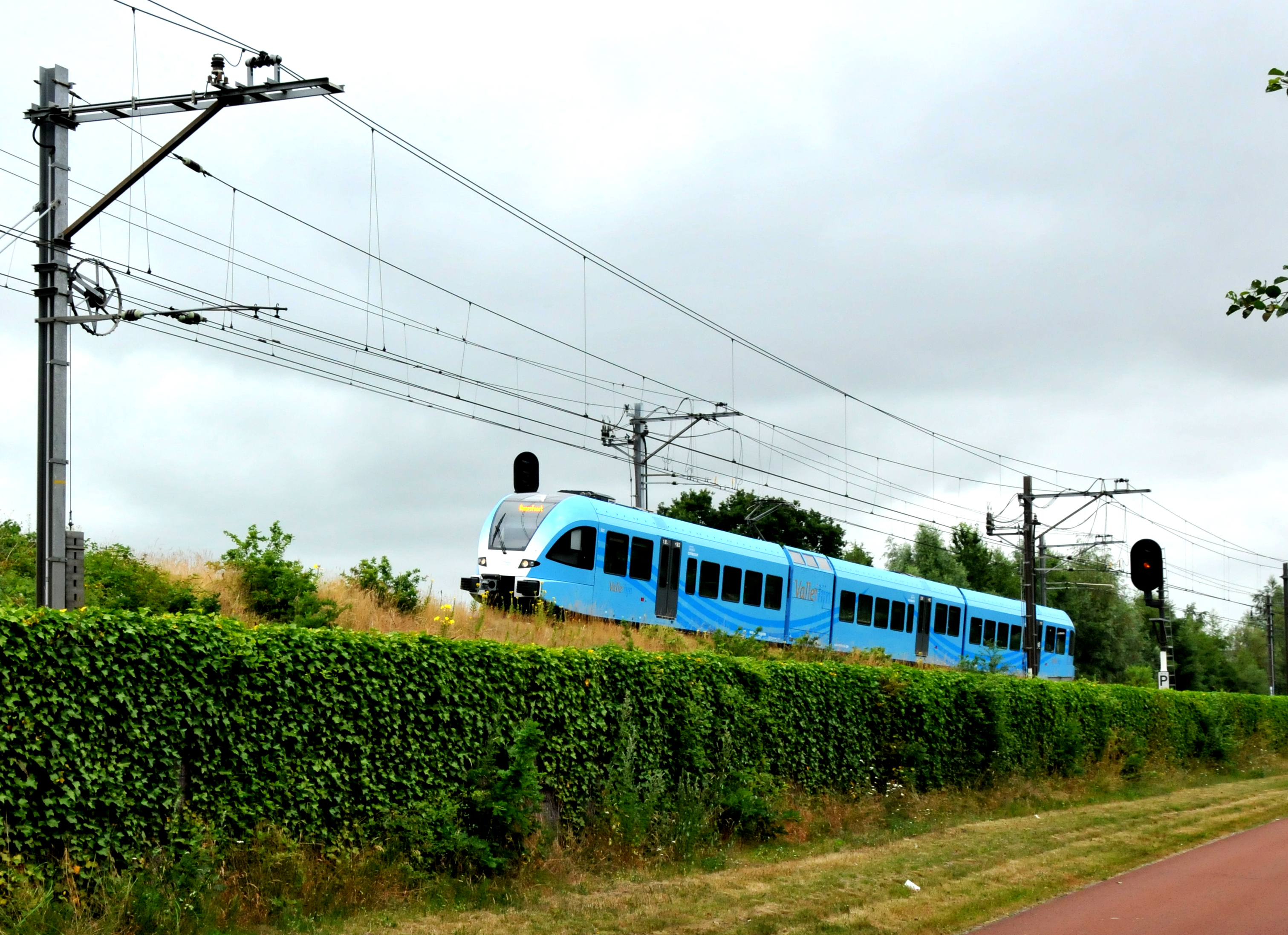
GTW-treinstel op de Valleilijn.

Connexxion exploiteerde jarenlang voor plusregio Knooppunt Arnhem-Nijmegen de trolley in Arnhem en een aantal gewone buslijnen tussen Arnhem en Nijmegen. Connexxion overleefde de aanbestedingsprocedures in 2001 en 2004 en op 1 januari 2007 werd de concessie zelfs onderhands gegund. Bij de aanbesteding in 2009 werden KAN Noord en KAN Zuid samengevoegd tot één concessie. KAN Zuid werd eerder gezamenlijk uitgevoerd door Novio en Hermes en bevat veel lijnen vanuit Nijmegen naar omliggende plaatsen. De nieuwe concessie werd gewonnen door dochteronderneming Novio die de lijnen exploiteert onder de productformule Breng. Met ingang van 9 december 2012 wordt de concessie uitsluitend geëxploiteerd door Hermes, onder de productformule Breng. Het dochterbedrijf Novio is opgeheven.
Het busvervoer op de Veluwe moest in 2004 worden afgestaan aan BBA (later opgegaan in Veolia Transport). Die concessie is sinds eind 2010 in handen van Syntus.
Verder reden enkele buslijnen van de provincie Utrecht door een aangrenzend stukje Gelderland (Wageningen en De Klomp).

#### Treindienst Valleilijn
Connexxion exploiteerde in Gelderland sinds 10 december 2006 tot 10 december 2023 de spoorlijn Amersfoort Centraal – Ede-Wageningen, ook wel Valleilijn genoemd. Deze lijn was eerder in handen van NS Reizigers. Het eerste jaar reed men met bestaand NS-materieel (Plan V). Eind 2007 werden vijf nieuwe Protos-treinstellen afgeleverd met de nummers 5031-5035, in nummering aansluitend op de Utrechtse sneltrams 5001-5027. Doordat Connexxion met deze 5 Protos treinstellen niet in staat was de volledige dienst uit te voeren huurde men nog één Plan V-stel van de Nederlandse Spoorwegen (aanvankelijk was dit de 867, maar nadat de revisietermijn verlopen was, in 2011 vervangen door de 919), dat meestal op een van de tussendiensten naar Barneveld Centrum werd ingezet. Dit stel werd vervangen door de Stadler GTW 2/8, genummerd 5037, die op 2 april 2013 in gebruik werd genomen. De treinen reden over het gehele traject tweemaal per uur, aangevuld met een extra halfuurdienst tussen Barneveld Zuid en Amersfoort, waardoor er op dat deel van het traject een kwartierdienst was. Vanuit het transferium Barneveld Noord bestond daardoor een frequente verbinding met Amersfoort.
Op 15 april 2016 werd bekend dat Connexxion twee treinstellen had besteld voor een bedrag van 15,4 miljoen euro bij Stadler Rail. Deze treinstellen, FLIRT, genummerd 5038 en 5039, waren sinds 5 februari 2018 in dienst.
Per 10 december 2023 heeft Keolis Nederland het treinvervoer op de Valleilijn overgenomen, inclusief al het materieel, die in de loop van 2025 en 2026 de RRReis-huisstijl krijgt.
Indeling naar treinserienummer, met treinsoort:
| Serie       | Treinsoort        | Route                                                    | Bijzonderheden                   |
| ----------- | ----------------- | -------------------------------------------------------- | -------------------------------- |
| 31300 RS 34 | Sprinter (Keolis) | Amersfoort Centraal – Barneveld Centrum – Ede-Wageningen | Onderdeel van de formule RRReis. |
| 31400 RS 34 | Sprinter (Keolis) | Amersfoort Centraal – Barneveld Centrum – Barneveld Zuid | Onderdeel van de formule RRReis. |

De oude vervoerder-overstijgende treinabonnementen en papieren treinkaartjes waren geldig. Bovendien was de OV-chipkaart op 7 november 2011 ingevoerd. Ook Dal Vrij was geldig. Wel waren de nadelen van het wisselen van vervoerder van toepassing: als men in de daluren had ingecheckt, maar tijdens de spits aankwam in Amersfoort of Ede-Wageningen, kon men niet verder vrij reizen. Er stonden NS-kaartautomaten op de stations, maar weinig of geen daarvan waren geschikt voor handelingen met de OV-chipkaart, zoals de status checken en opladen.
Ook waren er speciale kaartjes die de reiziger aanvullende keuzemogelijkheden gaf.
Het instaptarief bedroeg (althans met een dalurenabonnement) €10. Net als bij NS bracht in- en uitchecken op hetzelfde station, mits binnen een bepaalde tijd, geen kosten met zich mee. Diverse details, zoals in hoeverre de 3-, 30-, 60-minuten en 6-uurgrens bij NS ook voor Connexxion gelden, waren nog niet bekendgemaakt.

### Utrecht

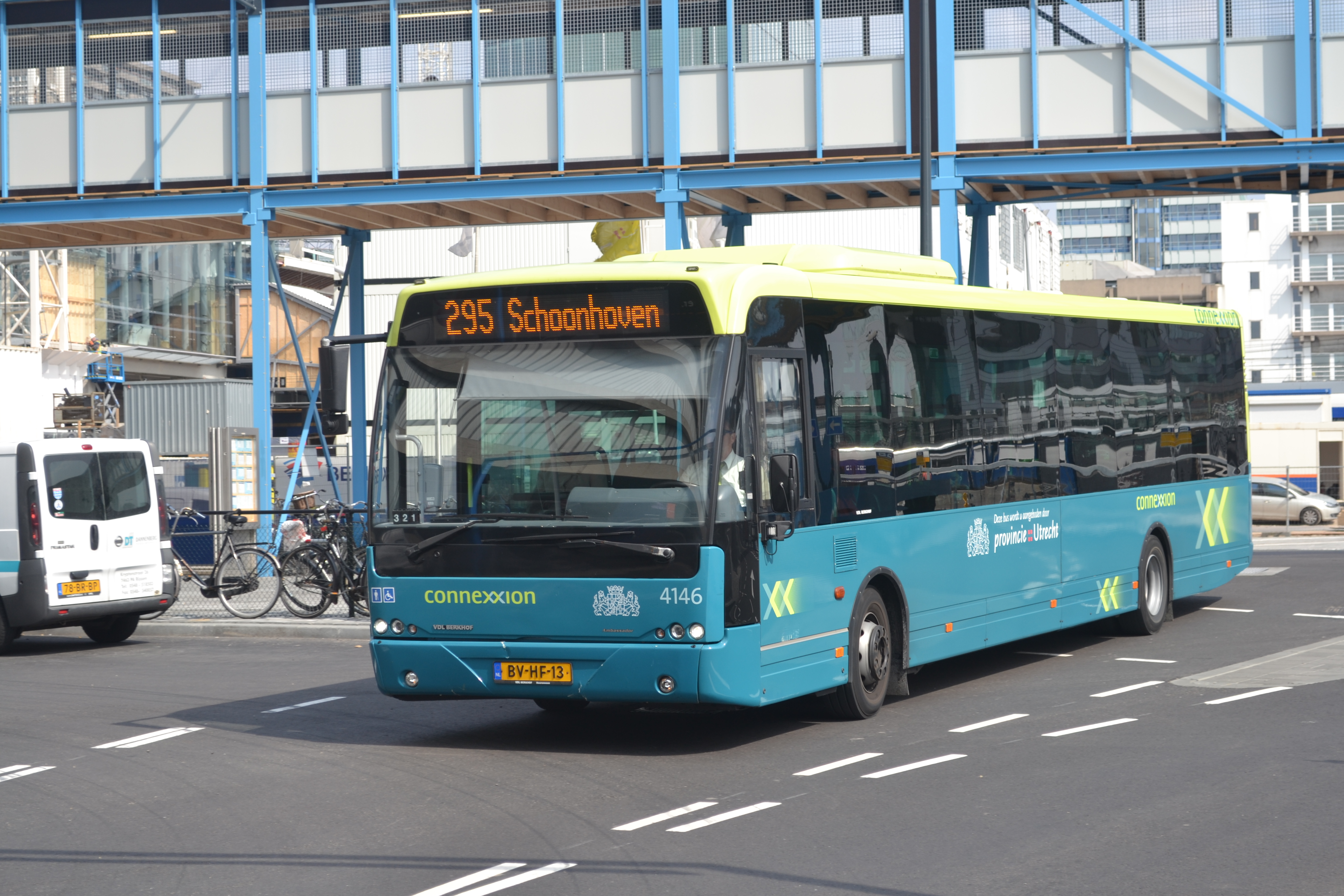
Een bus van de concessie provincie Utrecht bus te Station Utrecht Centraal.

Connexxion was een bekend gezicht in de provincie Utrecht. Het bedrijf exploiteerde al het openbaar vervoer in de provincie voor zover dat niet onder het zogenaamde Bestuur Regio Utrecht viel. In deze regio had het bedrijf niet onafgebroken gereden. In 2002 gingen alle buslijnen in Utrecht Noordwest naar de BBA en in 2004 de lijnen in Utrecht Oost naar Stadsvervoer Nederland. Sinds 14 december 2008 was het bedrijf echter weer houder van de concessie Provincie Utrecht Bus, dat een samenvoeging is van alle kleine concessies. Connexxion reed hierdoor weer in Utrecht-Noordwest en Oost-Utrecht. Het contract liep tot en met 10 december 2016. In deze regio reed Connexxion met haar eigen huisstijl. Op 14 juli 2015 werd bekend dat Syntus de volgende concessie is gegund, ondanks een bezwaar van Connexxion, per 11 december 2016. Connexxion exploiteert in de provincie Utrecht alleen nog enkele uitlopers uit andere concessies.

#### Bestuur Regio Utrecht, inclusief sneltram

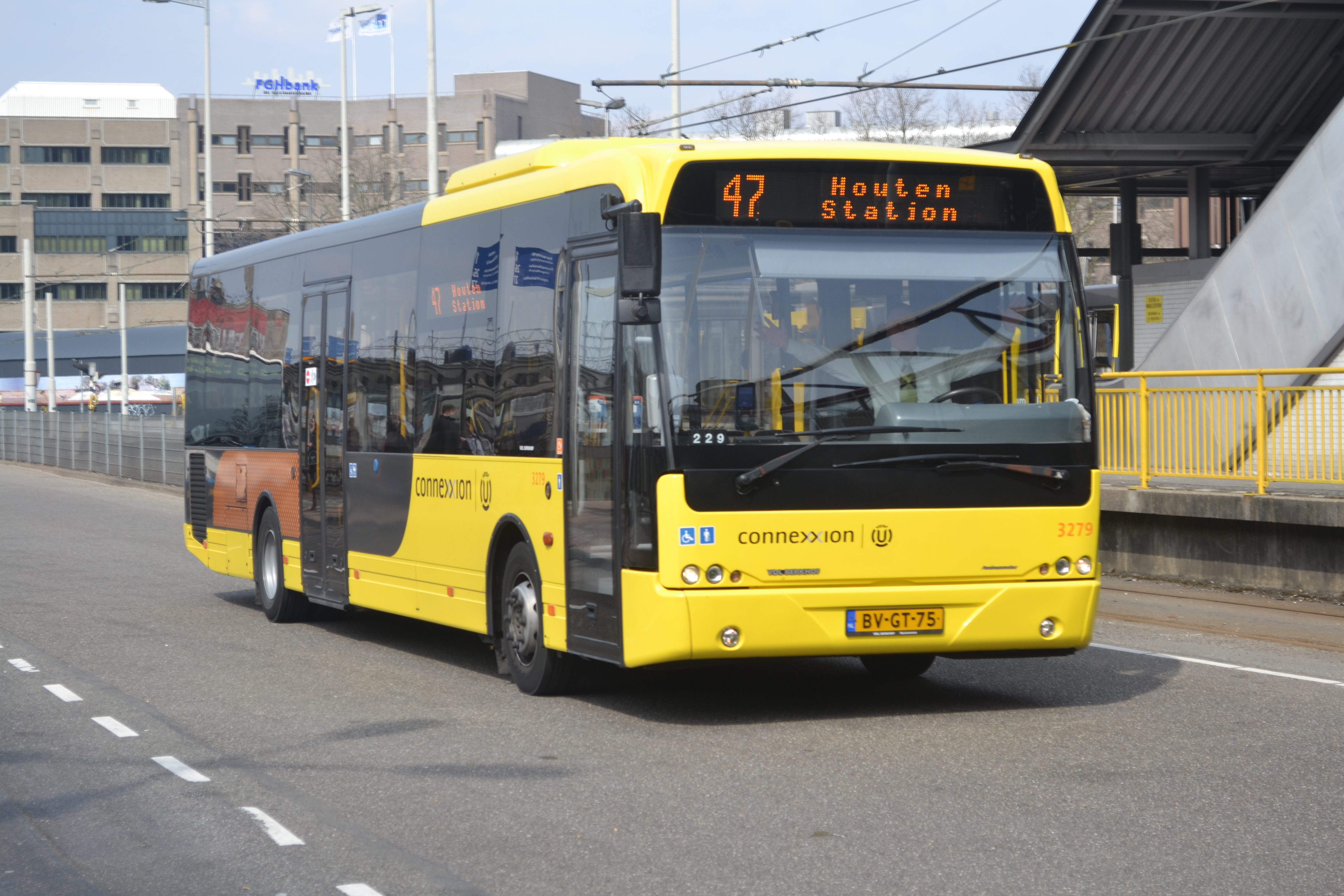
Een bus van de concessie Regiovervoer Utrecht op Utrecht Centraal

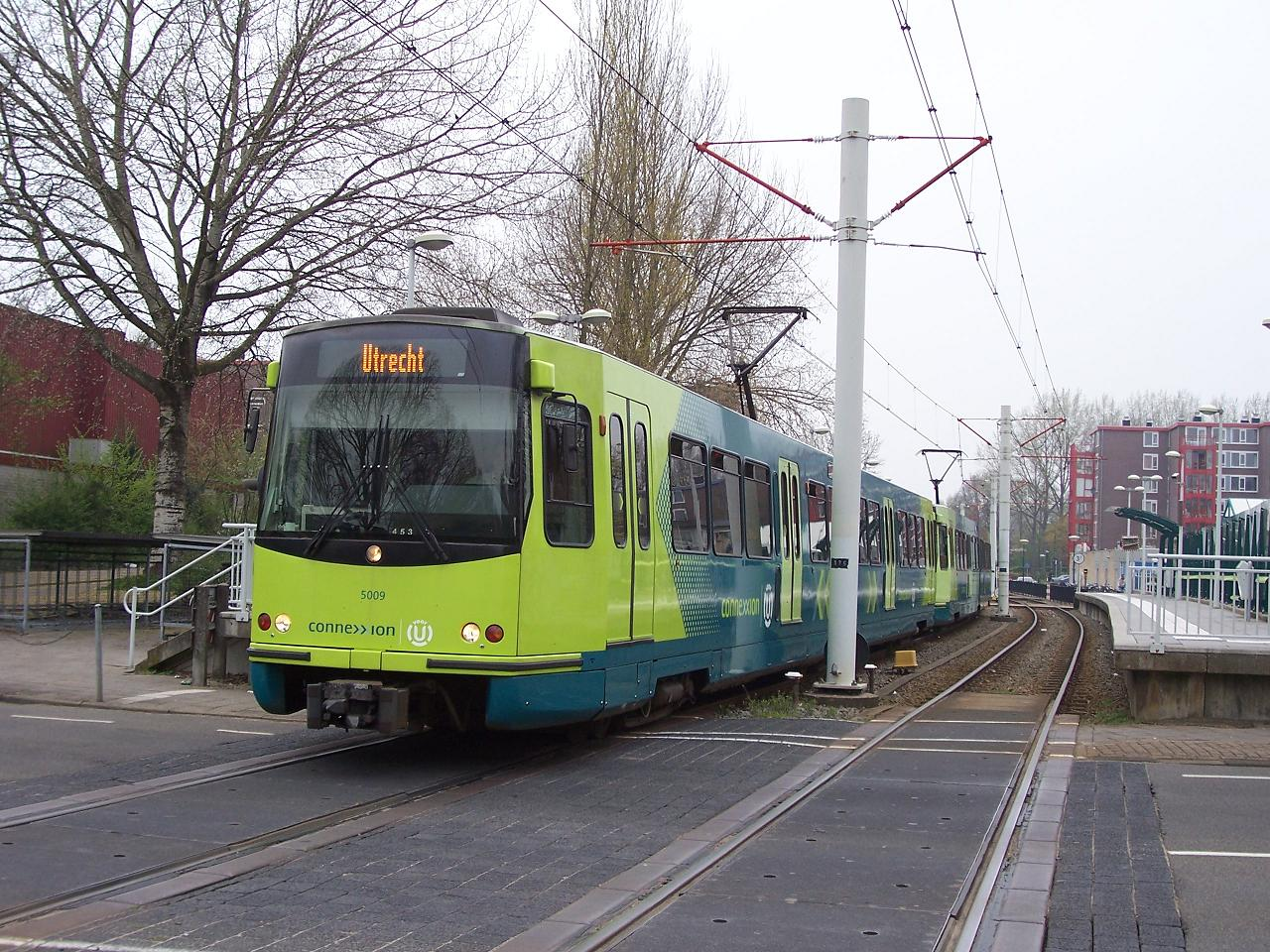
Een tram van de concessie BRU sneltram Utrecht – Nieuwegein – IJsselstein bij de Clinckhoeff in IJsselstein.

Het bedrijf verzorgde al sinds de oprichting het vervoer in het gebied van Bestuur Regio Utrecht, met uitzondering van de stadsdienst Utrecht, die al sinds jaar en dag werd verzorgd door (inmiddels dochteronderneming) GVU. In 2004 behield men na een aanbesteding de concessies BRU Heuvelrug, BRU Zuid en BRU Sneltram. Deze concessies werden per 14 december 2008 samengevoegd tot één grote concessie en er kwam een aparte concessie voor enkele spitslijnen. De concessie werd wederom verstrekt aan Connexxion. Per 8 december 2013 ging de concessie over naar Qbuzz.
Bij deze concessie behoorde ook de sneltram tussen Utrecht en Nieuwegein / IJsselstein, hiervoor waren in totaal 27 trams (bouwjaar 1983) beschikbaar. De sneltrams begonnen in de gele huisstijlkleur van Westnederland, sinds 1994 Midnet en sinds 1999 Connexxion. Bij de eerste renovatie in 2000-2001 kregen ze de groene Connexxion-huisstijl, in 2011-2012 zijn de trams voor de tweede maal gerenoveerd waarbij ook de huisstijl weer werd aangepast: de trams kregen dezelfde kanariegele huisstijl als de bussen in het BRU. Van 2009 tot 2013 waren ook uit Wenen overgenomen gelede trams beschikbaar voor de spitstram 260. De trams uit 1983 werden in 2020 buiten dienst gesteld en afgevoerd.
De bussen waren nieuw bij aanvang en waren van de types Berkhof Ambassador en Mercedes-Benz Citaro. Alle bussen in deze twee concessies waren herkenbaar aan de kanariegeel/bruine huisstijl. Al het materieel, inclusief de trams, was geleased en werd na verlies van de concessie overgedragen aan de nieuwe vervoerder.
Samen met de andere vervoerders in het gebied vormde Connexxion het samenwerkingsverband Voor U.
Het vervoer voor het BRU in Utrecht werd in 2010 opnieuw aanbesteed en gewonnen door Qbuzz. In juni 2011 werd bekend dat wegens fouten in de aanbesteding de concessie niet aan Qbuzz kan worden verleend. Eind augustus 2011 werd bekend dat de concessie alsnog aan Qbuzz werd verleend, onder andere omdat Connexxion volgens het BRU opnieuw een ongeldig bod had gedaan. Omdat de oorspronkelijke startdatum van de nieuwe concessie nu niet meer haalbaar was mocht Connexxion nu tot 8 december 2012 het vervoer verzorgen, wat later, zie hierna, met nog een jaar verlengd werd. Op 3 november 2011 werd bekend dat het College van Beroep voor het bedrijfsleven de gunning aan Qbuzz opnieuw geschorst had, dit omdat volgens de rechter Connexxion geen eerlijke kans heeft gehad van het BRU. De rechter had de gunning voor een periode van 6 weken geschorst. Op 14 februari 2012 werd bekend dat het BRU een nieuwe aanbestedingsprocedure startte voor het OV in de regio Utrecht. De concessieperiode zou op 8 december 2013 ingaan. Tot die tijd bleven GVU/Connexxion het vervoer verzorgen. Aangezien de bussen nu langer mee moesten droeg het BRU wel bij aan de kosten voor het onderhoud, zodat de bussen bleven voldoen aan de wettelijke eisen. Daarnaast stond het BRU Connexxion toe om bij het GVU in het stadsvervoer de GVU-bussen aan te vullen met de bussen uit de eigen groene huisstijl. Op 14 januari 2013 maakte BRU bekend dat de bezwaren tegen het gunningsbesluit OV ongegrond waren verklaard. Connexxion maakte op 17 januari 2013 bekend dat ze opnieuw naar de rechter zouden stappen om alsnog het openbaar vervoer in en rond de stad Utrecht te kunnen gaan verzorgen. Op 2 mei 2013 stelde het College van Beroep voor het bedrijfsleven in de laatste juridische procedure Bestuur Regio Utrecht (BRU) in het gelijk. Daarmee werd het besluit van BRU om het openbaar vervoer tot 2025 te gunnen aan Qbuzz onherroepelijk.
De volgende concessie voor dit gebied, die in december 2025 ingaat, is door Transdev gewonnen en zal worden uitgevoerd onder de naam U-OV.

### Flevoland

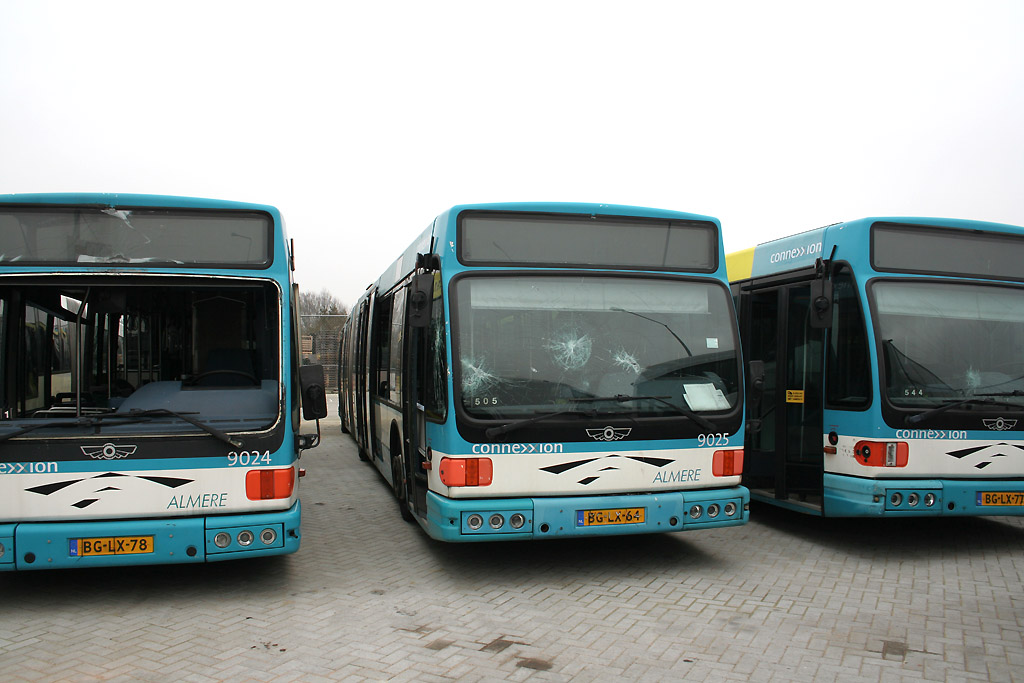
Inmiddels afgevoerde ex-Midnet bussen voor de stadsdienst Almere.

In de provincie Flevoland verzorgde men al jaren de stads- en streekdiensten in en om Almere. Dit gebied werd voor mei 1999 geëxploiteerd door Midnet. De stadsdienst en het streekvervoer in Almere werden in 2003 als losse concessies voor het eerst openbaar aanbesteed.
Connexxion won deze aanbesteding en hierdoor bleef het gebied tot zeker eind 2009 in handen van de vervoerder. Bij de nieuwe aanbesteding werden de twee concessies samengevoegd en was Connexxion de enige inschrijver die de concessie won. Tussen Amsterdam en Almere reden Volvo 8700 tweeassers in de rood/zwarte R-net huisstijl. In Almere hanteerde men sinds 2004 de stadsbusformule Maxx Almere. Op de stadsdienst reden Berkhof Ambassador, (gelede) Mercedes-Benz Citaro bussen en Van Hool AG300 bussen. Het contract liep eind 2017 af en Connexxion verloor de concessie aan Keolis.
Het stadsvervoer in Lelystad werd ook in 2003 aanbesteed. Connexxion kreeg opnieuw de concessie die liep van 1 januari 2004 tot 4 september 2011 (oorspronkelijk 1 januari 2010 maar in juli 2009 met 20 maanden verlengd). Connexxion reed hier onder de formule Lelybus. De stadsdienst Lelystad was sindsdien in handen van Arriva en sinds 10 december 2023 in handen van EBS.
In 2004 wist Connexxion ook aanbestedingen te winnen van concessies waar men eerder niet reed. Per 1 juli 2005 nam men bijvoorbeeld de lijnconcessie voor Qliner 315 tussen Lelystad en Groningen over van Arriva. Die concessie is per 1 juli 2011 overigens weer in handen van Arriva. Op Qliner 315 reden MAN Lion's Regio en Mercedes-Benz Integro bussen.
Connexxion verzorgde tot 4 september 2005 het openbaar vervoer in IJsselmond Flevoland (Noordoostpolder en oostelijk Flevoland). Bij de eerste openbare aanbesteding werd het gebied IJsselmond Overijssel er bijgevoegd. De complete concessie werd gewonnen door Connexxion. Op 10 december 2023 werd de concessie weer verloren. Voor meer informatie, zie: provincie Overijssel.

### Noord-Holland

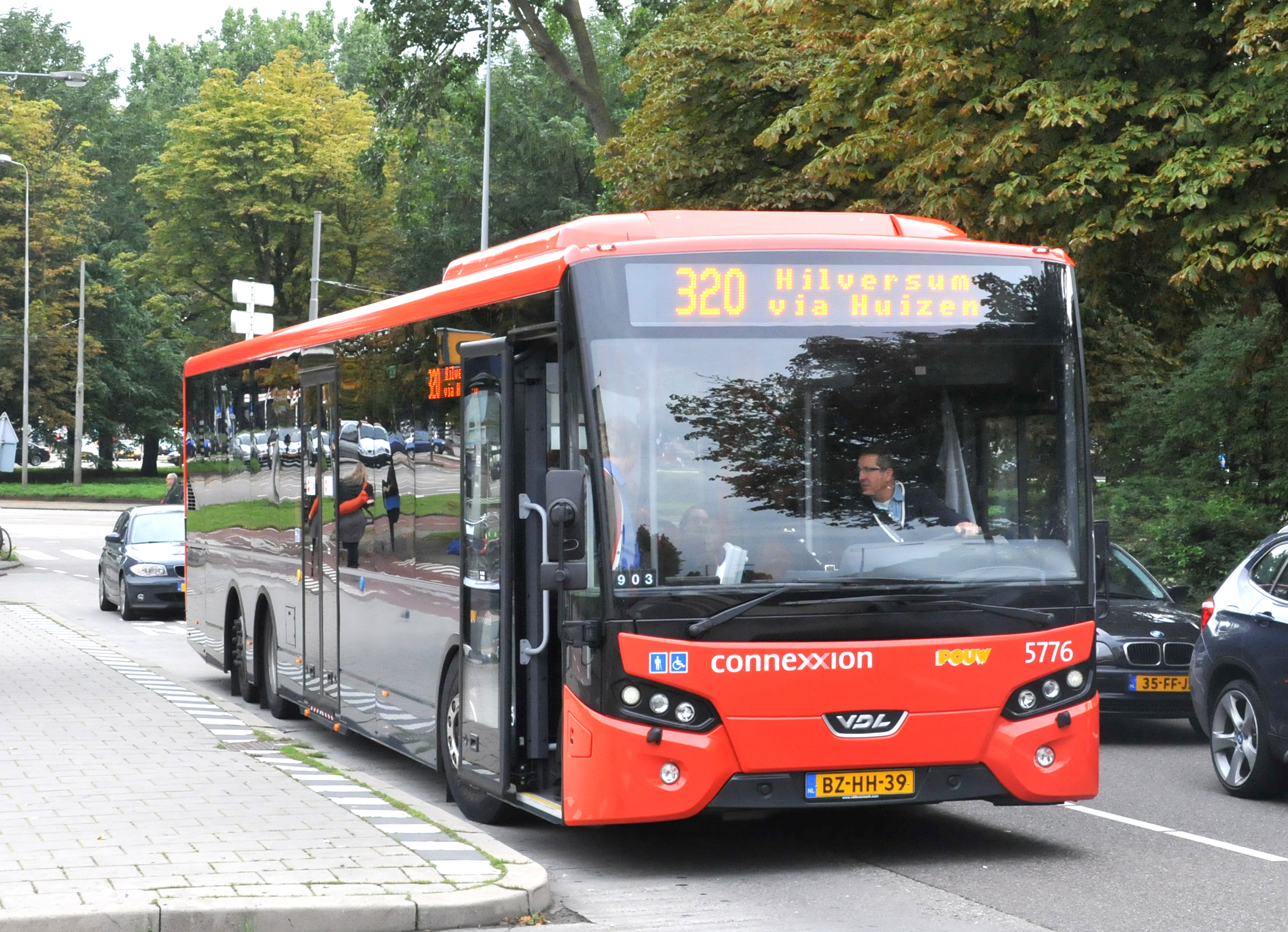
VDL Citea's voor lijn 320 in de regio Gooi en Vechtstreek.

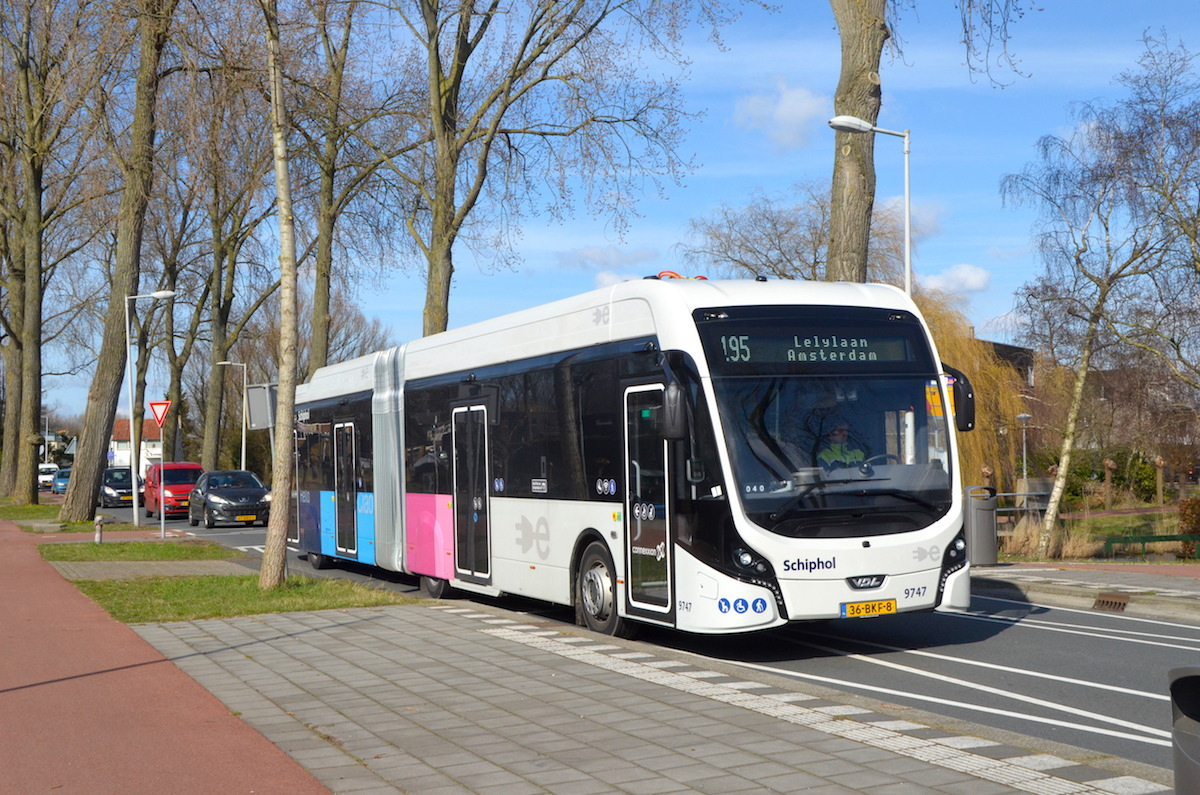
Elektrische bus Connexxion 9747 op lijn 195 (Schiphol - Station Amsterdam Lelylaan) op de Ditlaar bij het dorp Sloten; 29 maart 2018, Foto: Erik Swierstra

Connexxion rijdt al sinds de oprichting in de Kop van Noord-Holland en in de Zaanstreek. In 2002 won Connexxion de openbare aanbesteding voor de concessie Noord-Holland Noord, deze concessie liep van 15 december 2002 tot en met 13 december 2008. Ook de latere aanbesteding won Connexxion, deze concessie liep van 14 december 2008 tot en met 21 juli 2018. Op de streeklijnen werden Ambassadors, VDL Procity's en MAN Lion's City T's ingezet. De stadsdiensten werden uitgevoerd met Citaro's. Op MRAnet-lijn 360 en MRAnet-nachtlijn N60 werd Citaro G's ingezet. MRA-net was een vorm van hoogwaardig openbaar vervoer, net zoals de Regioliner. Op 22 juli 2018 werd de nieuwe concessie die loopt tot 1 juli 2028 opnieuw door Connexxion gewonnen. Naast lijnwijzigingen werd vrijwel al het materieel vervangen door onder meer VDL Citea, BYD K7U en Solaris Urbino 18. Door de vertraagde komst van de elektrische bussen bleven de meeste Ambassadors in Alkmaar rijden ook op stadslijnen terwijl de nieuwere Mercedes-Benz Citaro's allemaal zijn afgevoerd. Overal was tot het voorjaar van 2025 het mobiliteitsplatform in Noord-Holland Noord. Binnen dit platform bood Connexxion haar producten en diensten aan.
De Zaanstreek werd in 2004 opnieuw gegund en ook de latere aanbesteding in 2009 werd door Connexxion bemachtigd. Het huidige contract is ingegaan op 12 december 2010 en liep tot december 2023. In de Zaanstreek reden Ambassadors en op het R-net reden Ambassadors en Citea bussen. Op de buurtbus reden Mercedes-Benz Sprinters. Na afloop van deze concessie werd het vervoer in de Zaanstreek overgenomen door EBS.
In 2005 won het bedrijf de concessie Gooi en Vechtstreek. Het contract hiervoor liep van 11 december 2005 tot 17 juli 2011. Ook de nieuwe concessie werd wederom verleend aan Connexxion, waardoor het bedrijf tot zeker eind 2021 in de regio Gooi en Vechtstreek mag blijven rijden. In het Gooi en de Vechtstreek werden aanvankelijk voor zowel de stads- als streeklijnen MAN Lion's City's ingezet. Sinds juli 2011 werden op de stille lijnen VDL Procity's ingezet terwijl sinds eind 2012 de MAN's grotendeels werden vervangen door VDL Ambassadors afkomstig van verloren concessies. Voor lijn 320 zijn VDL Citea's beschikbaar. Van de Citea's waren er zeven eigendom van Pouw Vervoer, die op lijn 320 enkele ritten uitvoerde in opdracht van Connexxion. De Procity's zijn eind 2014 uit de dienst verdwenen en de Ambassadors werden vrijwel geheel vervangen door 2 jaar jongere Ambassadors afkomstig van Veolia Transport. De volgende concessie die in gaat op 11 juli 2021 en loopt tot 14 december 2030 is wederom gewonnen door de moedermaatschappij. Het eerste jaar bleef het oude materieel rijden. De consessie wordt gereden onder de naam Transdev.
In 2005 won Connexxion de concessie Haarlem / IJmond, maar verloor de concessie Waterland aan Arriva. De eerste concessie Haarlem / IJmond ging in op 11 december 2005 en liep (na 3 keer een verlenging met 2 jaar) tot september 2017. Daarna ging een nieuwe concessie in (van 3 september 2017 tot en met 4 september 2027). In Haarlem / IJmond reden MAN Lion's City CNG aardgasbussen en elektrische BYD K9 bussen op het stad en streeknet, met VDL Citea's op het R-net en Midcity's op de stille en dorpslijnen. De aardgas en dieselbussen (deels) zijn eind 2020 vervangen door bussen van het type Ebusco 2.2.
In 2007 won Connexxion de aanbesteding van de concessie Amstelland-Meerlanden, waar het bedrijf al reed. Deze concessie bevat het openbaar vervoer in de gemeenten Aalsmeer, Amstelveen, Ouder-Amstel (behalve Duivendrecht), Uithoorn en Haarlemmermeer, allemaal zuid(west)elijk van Amsterdam en lid van de Vervoerregio Amsterdam. Ook de twee snelle busverbindingen, de Zuidtangent Haarlem – Amsterdam en Nieuw-Vennep – Amsterdam, die later allemaal zijn opgegaan tot het R-net netwerk, behoren bij dit vervoergebied. De lijnnummering past binnen die van Groot-Amsterdam, er is geen dubbelnummering met andere buslijnen binnen de Vervoerregio. Op de streeklijnen werden bussen van het type MAN Lion's City en bussen van het type Mercedes-Benz Citaro G ingezet, op Schiphol Sternet reed materieel van het type Mercedes-Benz Citaro en op de Zuidtangent werd ook de Mercedes-Benz Citaro G ingezet. De lijnen 142, 145, 171 en 179 werden deels gereden door Taxi Centrale Renesse. Dit bedrijf deed dit in eerste instantie met van Connexxion overgenomen MAN Lion's City bussen, maar van maart t/m mei 2012 stroomden splinternieuwe Mercedes-Benz Citaro bussen in. Lijn 149 werd gereden met VDL Procity bussen. Op lijn 346 rijden Volvo 8700 BLE's die voorheen in de concessie Provincie Utrecht reden. De concessie liep van 9 december 2007 t/m 9 december 2017. Op 15 december 2016 werd de concessie voor de komende 10 jaar opnieuw gewonnen, die is ingegaan op 10 december 2017. Op de streeklijnen worden bussen van het type Iveco Bus Crossway ingezet, op het Schipholnet en deel R-net rijdt materieel van het type VDL Citea (elektrisch), verder de eerste jaren bussen van de types Solaris Urbino 18 en Mercedes-Benz CapaCity (voor lijn 300) VDL Futura (dubbeldekker voor lijn 346). Het grootste deel van de dieselbussen, behalve de witte Iveco's en alle dubbeldekkers, zijn vanaf eind 2020 vervangen door bussen van het type Ebusco 2.2.

### Zuid-Holland

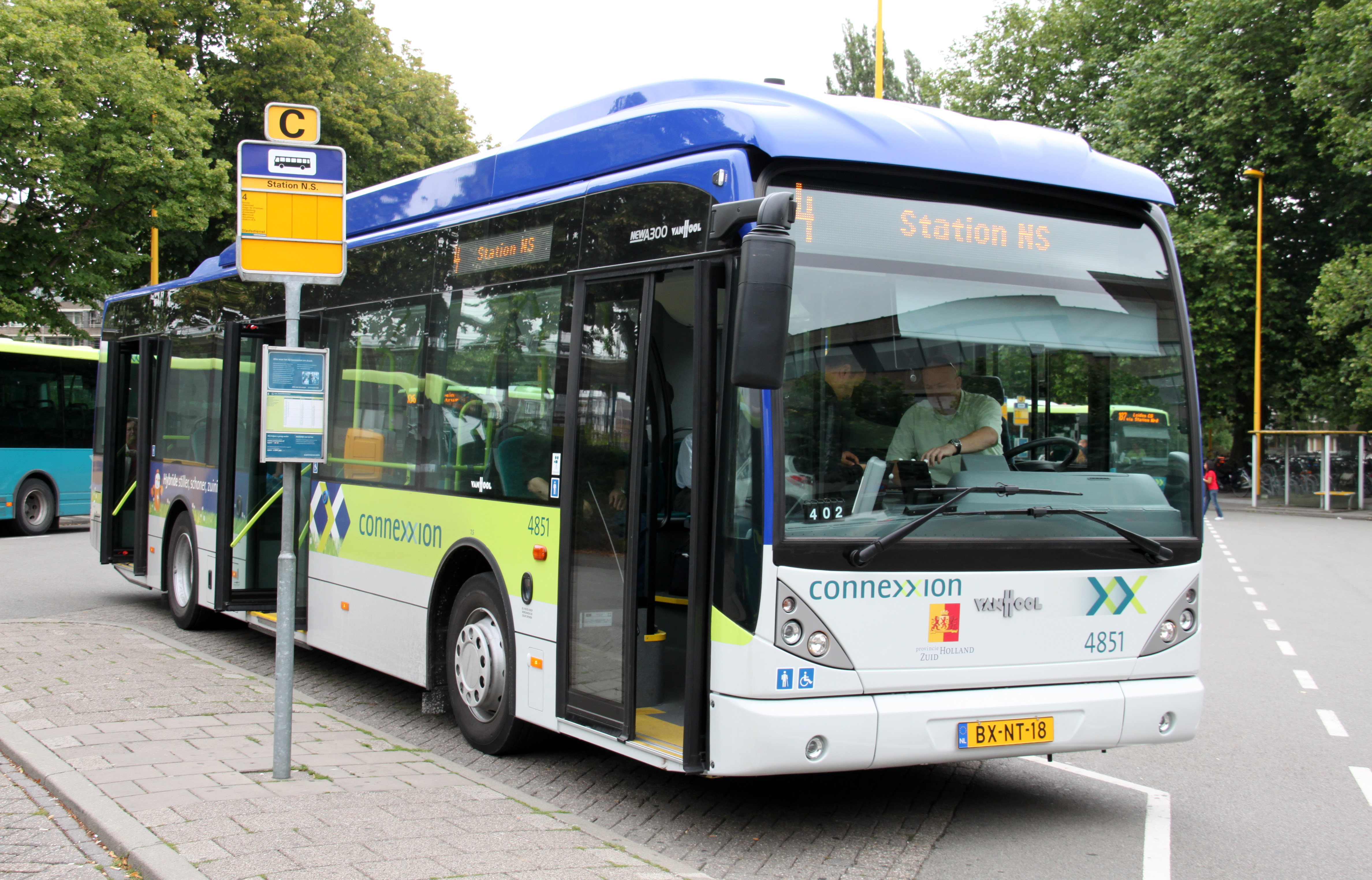
Een Hybride bus van het type Van Hool A300, zoals gebruikt op de busdiensten in Zuid-Holland Noord.

Connexxion was in het begin actief in grote delen van de provincie Zuid-Holland, doordat deze de lijnen van de ZWN had overgenomen.
Op 1 november 1999 ging Connexxion een samenwerkingsverband aan met de gemeente Dordrecht voor het exploiteren van een Waterbus tussen Rotterdam en Dordrecht. Connexxion voer deze verbinding tien jaar lang, per 1 januari 2010 ging de concessie over naar Aquabus.
Connexxion exploiteert al sinds de oprichting de ParkShuttle tussen Kralingse Zoom en bedrijvenpark Rivium in Capelle aan den IJssel. De huidige concessie is op 9 december 2018 ingegaan en loopt tot 2033.
Hoeksche Waard / Goeree-Overflakkee werd in 2001 als een van de eerste gebieden waar Connexxion reed aanbesteed. De concessie werd toen gewonnen, maar bij de volgende aanbestedingsronde in 2008 verloor men deze regio aan Arriva. Connexxion raakte in 2002 ook al de concessie Drechtsteden / Alblasserwaard / Vijfheerenlanden (DAV) aan Arriva kwijt.
In 2004 werden de concessies Duin- en Bollenstreek / Leiden en Rijnstreek / Midden-Holland opnieuw gegund. Dit is een groot concessiegebied in Zuid-Holland en bestrijkt het gebied van de provinciegrens met Noord-Holland, het kustgebied rondom Katwijk, de Gouwestreek, Gouda en het gebied ten zuiden van Gouda tot aan de Lek. In de concessie is het stadsvervoer in Leiden, Alphen aan den Rijn en Gouda inbegrepen. Sinds 2010 reed Connexxion hier met 24 hybride bussen van het type Van Hool A300. Deze bussen waren vooral te vinden op de stadsdiensten van Gouda, Alphen aan den Rijn en Leiden. Hybride bussen hebben behalve een dieselmotor zogeheten ultracaps en een elektromotor aan boord. Zij slaan energie op die vrij komt bij het remmen en geven deze af aan de elektromotor die de bus helpt bij het optrekken. Hybride bussen verbruiken minder brandstof, produceren minder geluid en zijn daardoor beter voor het milieu. De vierentwintig hybride bussen worden conform de procedure door Arriva overgenomen. De vier hybride proefbussen worden voor dagwaarde (prijspeil 2012) door Arriva overgenomen. In deze concessie wordt door beide bedrijven gezamenlijk gereden op lijnen 195 en 295 (eind 2016 werd dit een samenwerking van Syntus en Arriva).
Daarnaast waren er meerdere snelbusverbindingen die onder de naam Interliner werden gereden, hierop reden Volvo 8700 bussen en enkele Mercedes-Benz Integro bussen. De streekdienst werd uitgevoerd met Berkhof Ambassador. De concessie is ingegaan op 1 januari 2005 en liep tot 8 december 2012. De concessie heette vanaf toen Zuid-Holland Noord waarin ook een stadsdienst voor Katwijk in het Programma van Eisen opgenomen was. Op 18 april 2012 werd bekendgemaakt dat deze concessie aan Arriva werd gegund. Connexxion had bezwaar aangetekend tegen deze gunning, maar dit werd later weer ingetrokken.
In 2008 verloor Connexxion het busvervoer in de Stadsregio Rotterdam aan Qbuzz, voor zover dat niet al verzorgd werd door de RET. Sinds 2012 worden alle lijnen gereden door de RET.
Op 1 september 2008 werd bekendgemaakt dat Veolia het busvervoer in de regio Haaglanden met ingang 30 augustus 2009 overneemt voor een periode van 8 jaar. Veolia kreeg met het winnen van deze openbare aanbesteding het busvervoer in Haaglanden in handen, inclusief de stadsdiensten in Delft en Zoetermeer.
De concessie Voorne-Putten en Rozenburg werd op 17 juni 2009 door de Stadsregio Rotterdam opnieuw aan Connexxion gegund. Hierop heeft het bedrijf 35 nieuwe zilverkleurige MAN Lion's City bussen aangeschaft. Op 13 december 2009 is een nieuwe concessieperiode ingegaan met een looptijd van ten minste zeven jaar (tot 17 december 2016). De concessie wordt uitgevoerd door een totaal van 61 bussen, waarvan 11 gelede bussen van het type Mercedes-Benz Citaro worden ingezet. Totaal zijn er circa tweehonderd medewerkers bij deze concessie betrokken. Een kenmerk is een hoge bezettingsgraad, mede door snelle lijnen over een vrije busbaan. Inmiddels loopt de reizigerstevredenheid jaarlijks verder op. In de rangorde van de 87 OV-diensten in Nederland, steeg de dienst in 2010 van de 70ste naar de 15de plaats. Bijzonder gegeven is de afwijkende kleurstelling, (grijs in plaats van de bekende "groene" voertuigen) die de herkenbaarheid als een onderdeel van het totale vervoer binnen de regio moet vergroten. De concessie Voorne-Putten & Rozenburg is het Pilotgebied voor de OV-chipkaart geweest met de start in 2004. Inmiddels is de OV-chipkaart volledig ingeburgerd onder de reizigers. Deze concessie is eind 2018 overgenomen door EBS.
In Zuid-Holland heeft het bedrijf nog één grote concessie: Hoeksche Waard / Goeree-Overflakkee. De laatste kwam op 13 december 2015 na zeven jaar weer in handen. De concessie Haaglanden die sinds 11 december 2016 weer werd gereden onder de naam Connexxion, waarmee de naam Veolia in Nederland was verdwenen, werd op 25 augustus 2019 overgenomen door EBS. Verder rijdt men nog ex-Interliner 395 naar Zierikzee (deze lijn is echter uitbesteed aan Van Oeveren Reizen) en exploiteert het de ParkShuttle. Daarnaast rijden er nog enkele uitlopers van andere concessies in de provincie, zoals uit Zeeland en Noord-Holland.

### Zeeland

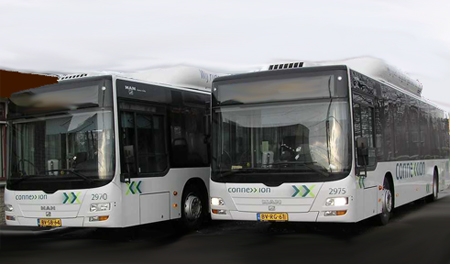
Twee MAN Lion City CNG bussen die in Zeeland rijden.

Sinds 14 december 2014 is Connexxion actief in de hele provincie Zeeland. Hiervoor was Connexxion alleen actief in Noord- en Midden-Zeeland. Het busvervoer in Midden-Zeeland is tot op heden in handen van de vervoerder, al is Midden-Zeeland tegenwoordig onderdeel van de concessie Zeeland. De eerste gunning was op 14 augustus 2000. De tweede concessie liep van 22 december 2008 tot en met eind 2014. Onder de concessie Midden-Zeeland vielen de regio's Walcheren, Noord- en Zuid-Beveland. Connexxion rijdt in deze regio met witte MAN Lion's City CNG (aardgas) bussen van 12 en 18 meter lang. De buurtbus wordt gereden met Mercedes-Benz Sprinter. Al deze bussen zijn bij het ingaan van de nieuwe concessie in december 2014 meegegaan. De concessie loopt in december 2026 af, het vervoer wordt dan overgenomen door EBS.
De lijndiensten in Noord-Zeeland, ofwel Schouwen-Duiveland en Tholen werden voor het ingaan van de nieuwe concessie Zeeland ook gereden door Connexxion, dit was een aparte concessie die liep van 10 december 2006 tot eind 2014 (met twee jaar verlenging). Uitlopers van deze concessie rijden in Zuid-Holland en Noord-Brabant.
Connexxion rijdt sinds 14 december 2014 ook weer in Zeeuws-Vlaanderen, waar het al eerder het busvervoer exploiteerde maar eind 2006 werd vervangen door Veolia Transport.
Op basis van akkoorden die nog stammen uit de tijd dat de Auto Maatschappij 'Zeeland', Rotterdamsche Tramweg Maatschappij later Zuid-West-Nederland (voorlopers van Connexxion) het openbaar vervoer uitvoerden in Zeeland, worden enkele lijnen in Zeeland gereden door de busbedrijven Van Oeveren uit Zierikzee en AMZ uit Borssele. TCR nam tot het faillissement een deel van het vervoer in Renesse voor zijn rekening.

## Grensoverschrijdende buslijnen

### Huidige

#### België
In Zeeuws-Vlaanderen rijdt men lijnen naar België met als bestemming Brugge en Zelzate. Daarnaast rijdt men lijn 19 van Hulst via Antwerpen, waar niet wordt gestopt, naar Roosendaal. Tussen eind 2006 en 1 maart 2015 werden deze lijnen gereden door Veolia. Verder rijdt men lijn 50 viermaal op zaterdag en viermaal op zondag van Middelburg naar Gent in plaats van te eindigen in Terneuzen. Tot 9 december 2012 was dit lijn 20 vanuit Goes (waar ook Van Oeveren in deel nam). De dagelijkse zomerdienst waarbij elk uur naar Gent werd gereden bestaat al enige jaren niet meer.
Dochter Hermes rijdt de grensoverschrijdende buurtbuslijn 272 van Eersel naar Lommel en buurtbuslijn 276 van Valkenswaard naar Achel in België.

#### Duitsland
Daarnaast bestaat er bij Breng nog de grensoverschrijdende buurtbuslijn 566. Lijn 566 rijdt van Zevenaar naar Spijk via het Duitse Elten, waar aansluiting is op een bus naar o.a. Emmerich.

### Voormalige

#### Duitsland
In 1999 exploiteerde Connexxion de grensoverschrijdende ex TET lijnen 50 (Enschede – Glanerbrug – Gronau), 52 (Hengelo – Oldenzaal – Denekamp – Nordhorn) en 61 (Enschede – Losser – Overdinkel – Glane – Gronau).
Het traject Enschede – Glanerbrug van lijn 50 werd later overgenomen door stadslijn 3 waarbij in aansluiting op lijn 3 in Glanerbrug een taxibusje naar Gronau reed. In 2001, bij de reactivering van de spoorlijn naar Gronau, waren deze grensoverschrijdende lijnen verdwenen. Wel bestond er toen de mogelijkheid om op enige loopafstand van Glanerbrug en in Overdinkel gebruik te maken van een (bel)bus van de stadsdienst van Gronau. Ook bestaat er sinds 2014 weer een buurtbus tussen Denekamp en Nordhorn.
Tot 9 december 2018 exploiteerde Breng de grensoverschrijdende spitslijn 57, waarna deze kwam te vervallen en werd vervangen door buslijn SB58.
Van 2004 tot 2009, toen Connexxion lijn 26 in Drenthe exploiteerde, deed men Nieuw-Schoonebeek-grens aan nabij het Duitse Twist.

## Niet doorgegane activiteiten

### Noord-Brabant
Na een nieuwe aanbesteding, nadat de vorige aanbesteding door de rechter wegens fouten moest worden overgedaan, werden grote delen van de provincie Noord-Brabant toegewezen aan Connexxion samen met dochter Hermes. Dit nadat bij de eerdere aanbesteding Arriva vanaf 1 januari 2006 in grote delen van Noord-Brabant mocht gaan rijden. Op 28 juni 2006 werd bekendgemaakt dat deze concessies naar Connexxion en dochter Hermes zouden gaan. In oktober 2006 maakte Connexxion bekend dat deze de concessie wegens een rekenfout in de offerte (men had uiteindelijk te laag ingeschreven) toch niet zou willen gaan uitvoeren. De provincie Noord-Brabant ging hier niet direct mee akkoord, omdat de fout bij Connexxion zou liggen. Uiteindelijk werd besloten de concessie te verlenen aan de na Connexxion laagste bieders, de concessie Oost-Brabant en de concessie Meierij ging over naar Arriva en liepen beide eind 2014 af. De overige concessies bleven in handen van de zittende vervoerder, BBA, die doorging onder de naam Veolia Transport.
Connexxion kon op het laatste moment het al bestelde nieuwe materieel voor de concessie afbestellen. Wel werd Connexxion verplicht een aantal gelede bussen ter beschikking te stellen aan de nieuwe vervoerder Veolia die onder meer werden ingezet op de Brabantliners. Dochter Hermes bleef wel de concessie uitvoeren rond Eindhoven. Ook hier werden door Connexxion gelede bussen ter beschikking gesteld voor de HOV buslijnen 401 en 402.

## Connexxion water

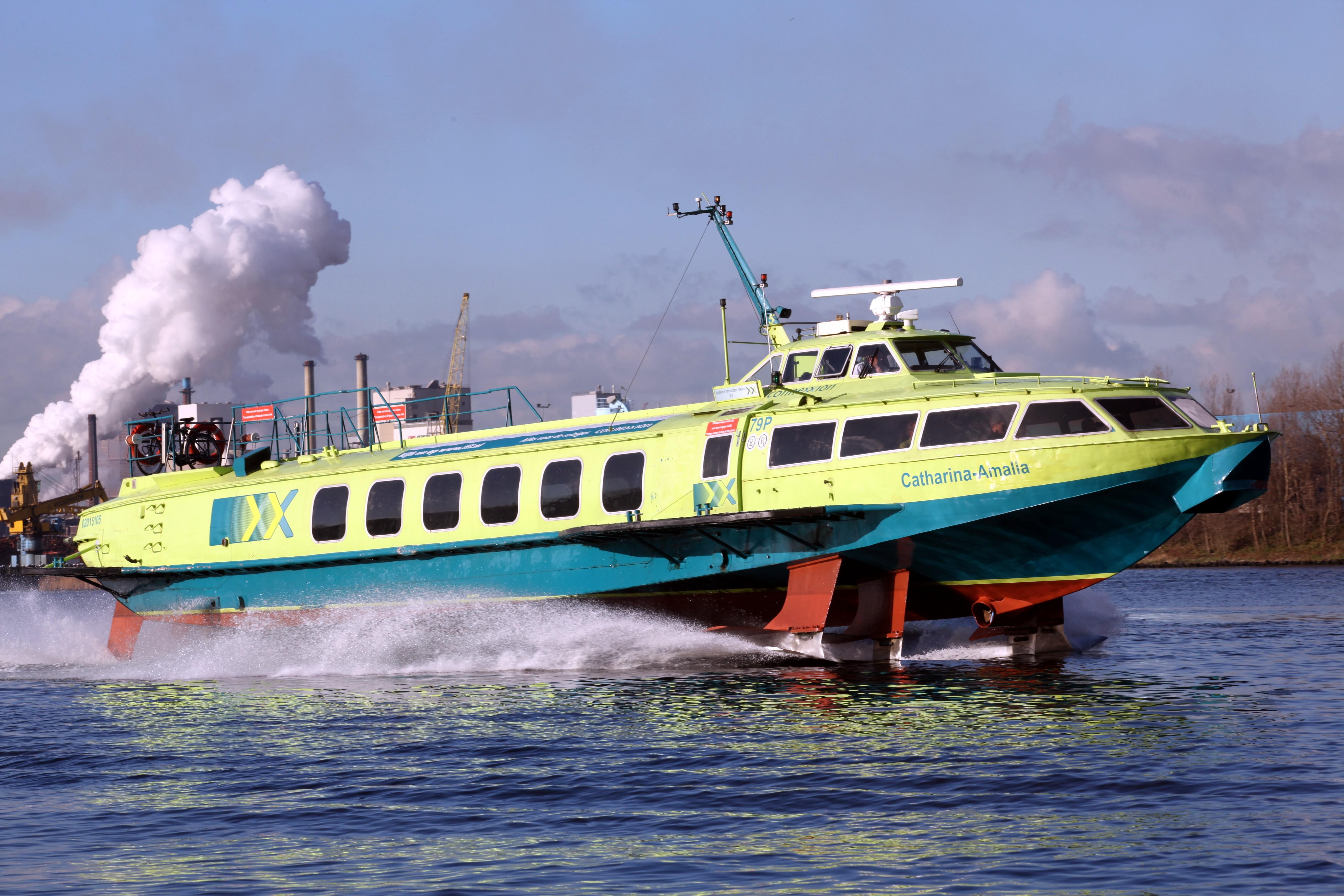
Draagvleugelboot voor de Fast Flying Ferry.

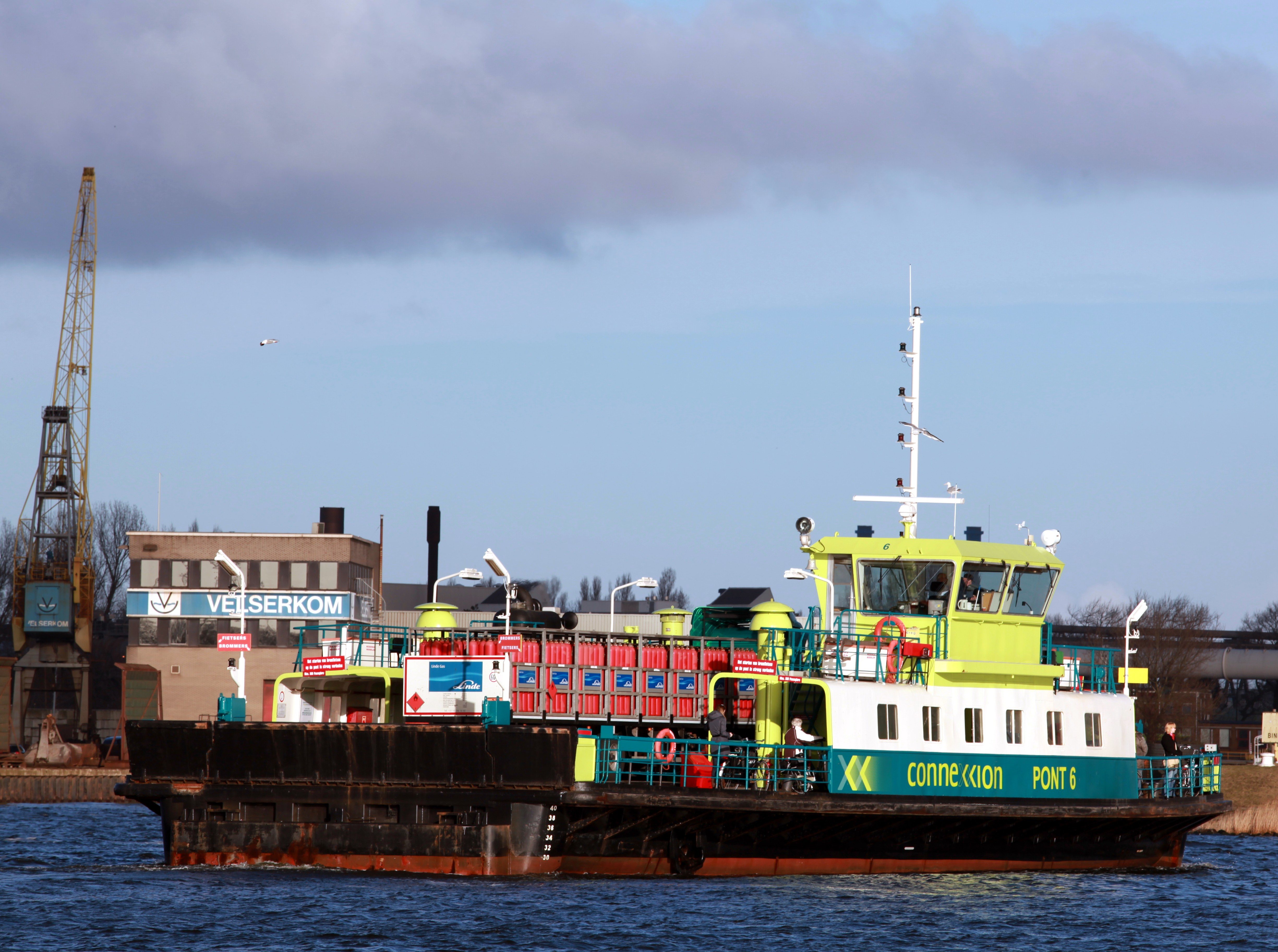
Voormalige Connexxion veerpont bij Velsen.

Connexxion exploiteert sinds 2018 geen veerdiensten meer.

### Voormalig
- Tot 1 januari 2018 werd het Veer Maassluis over het Scheur tussen Maassluis en Rozenburg) geëxploiteerd. Sinds 1 januari 2008 werd door Connexxion gevaren en heette in de dienstregeling "lijn 2". Er werd gevaren met twee autoveerponten. De veerpont voer elke 20 minuten en in de spits elke 10 minuten.
- Tot 1 januari 2014 werd ook de Fast Flying Ferry tussen Amsterdam en Velsen (IJmuiden) geëxploiteerd. Deze verbinding werd gestaakt in opdracht van de provincie vanwege teruglopende reizigersaantallen, vooral veroorzaakt door de lagere snelheid met daarbij langere reistijd en lagere frequentie.
- Tot 1 april 2015 werd de Veerpont Genemuiden door Connexxion geëxploiteerd. Veerpont Genemuiden B.V. heeft de veerpont per 1 april 2015 overgenomen.
- Tot 1 juli 2013 werden de ponten over het Noordzeekanaal, te weten de Velserpont, de Buitenhuizerpont en de Hempont bij Zaandam, door Connexxion geëxploiteerd.
- Tot 1 juni 2011 werd het voetveer Vrevia over de Lek tussen Vianen en Nieuwegein door Connexxion geëxploiteerd.

#### Voormalige vaartuigen
- Voor het veer Maassluis – Rozenburg beschikte Connexxion over twee ponten. De "Blankenburg" uit 1965 met een capaciteit van 43 personenauto's en maximaal 380 personen en de "Staeldiep" uit 1970 met een capaciteit van 39 personenauto's en maximaal 380 personen.

- Voor de Fast Flying Ferry had Connexxion vier vaartuigen van het type Voskhod 2M-FFF. Die boten heetten Catharina-Amalia, Karla, Rosanna en Klaas Westdijk.[40]
- Tot 1 juli 2013 exploiteerde Connexxion drie pontveren over het Noordzeekanaal: de Hempont, de Buitenhuizerpont en de Velserpont. Hiervoor had men een vijftal diesel-elektrische ponten ter beschikking. Deze ponten zijn overgenomen van Rijkswaterstaat. Toen Connexxion de concessie overnam waren er maximaal drie nodig. De voormalige pont 5 lag tot voorjaar 2021 achter het Centraal Station in Amsterdam en werd gebruikt als fietsenstalling. Op 1 juli 2013 werden de ponten overgedragen aan het GVB dat de concessie van de pontveren overnam.[41]

## Wagenpark
Het wagenpark van Connexxion is ondergebracht bij leasemaatschappij Connexxion Vloot BV en bestaat uit een groot aantal bussen (OV + Tours), 200 touringcars, meer dan 4.200 taxi's en taxibussen, 82 ambulances en 9 treinen. Het wagenpark wordt onderhouden door Techno Service Nederland (TSN), waar Connexxion eigenaar van is.
Alle bustypes die Connexxion bij de fusie had overgenomen, zijn afgevoerd. Zij zijn veelal naar het buitenland verkocht, sommige bussen bleven in Nederland bij touringcarbedrijven (waaronder Connexxion Tours). Ook de bussen met een hoge vloer die na 1999 zijn aangeschaft, werden versneld afgevoerd vanwege overheidseisen, dat al het materieel moet gemakkelijk toegankelijk zijn voor ouderen en mindervaliden. Daar komt bij dat de bussen aan de nieuwste milieueisen moeten voldoen. Het wagenpark van Connexxion was hierdoor zeer jong, bijna alle bussen waren niet ouder dan 10 jaar.
Door het verlies van concessies werd het wagenpark nauwelijks vernieuwd en vond vervanging plaats met vrijgekomen jongere wagens van Veolia en Breng. Eind 2016 hadden de oudste dienstdoende wagens een leeftijd van 14 jaar bereikt en reden in Arnhem nog wagens tot 16 jaar oud uit de series Berkhof Premiertrolleybussen van 2000 en 2002. Deze series bezaten nog als enige bussen koersrollen in plaats van een matrix en reden bij dochteronderneming Hermes onder de formule Breng.
Verdwenen bustypes zijn onder meer de Berkhof Duvedec, Berkhof Premier, Mercedes-Benz O405 standaard + geleed, Mercedes-Benz O408 en verschillende generaties van de Den Oudsten Alliance waaronder B89, B90 City, B91 Intercity, B95 Intercity, B96 City. De laatste series van deze bussen werden in 2011 buiten dienst gesteld.
Daarnaast zijn eind 2012/begin 2013 een groot aantal bussen buiten dienst gesteld vanwege het verlies van diverse concessies en het winnen van diverse concessies waar nieuw materieel benodigd was. Dit zijn vooral Berkhof Ambassador en MAN Lion's City bussen.
Connexxion rijdt in de divisie openbaar vervoer met de merken VDL, MAN, Mercedes-Benz, Iveco,
BYD en Ebusco.
De Berkhof Ambassador was met bijna 700 stuks de meest voorkomende bus in het wagenpark maar inmiddels is het aantal door instroom van nieuw materieel fors gereduceerd.
Vanaf oktober 2003 zijn alle bussen voorzien van de verplicht gestelde dodehoekspiegel. In juli 2005 is communicatiesysteem Infoxx ingevoerd, het nieuwe communicatiesysteem dat de Combofoon heeft vervangen. Infoxx is in 2019 vervangen door Viribus.

## Vestigingen
- Connexxion Hoofdkantoor en Connexxion Vloot zijn gevestigd in Hilversum.
- Connexxion Klantenservice Openbaar Vervoer is gevestigd in IJsselmuiden / Kampen.
- Connexxion Taxi Services heeft zijn hoofdkantoor in IJsselmuiden en vestigingen in Alkmaar, Schiphol, Den Haag, Eindhoven, Goes, Groningen, Haarlem, Hilversum, Hoogeveen, Hoorn en Nijmegen.

## Eigen vervoerbewijzen
Naast de OV-chipkaart en vroeger het nationale tariefsysteem heeft of had Connexxion een aantal eigen vervoerbewijzen die alleen bij Connexxion (op bepaalde lijnen) geldig zijn of waren maar niet bij andere vervoerders.

### Huidig
- Eurokaartje Alkmaar voor 1 euro binnen de stadsgrenzen van Alkmaar reizen op lijn 1, 2, 3, 4, 5, 8 en 10
- Gemakskaart van € 2,10; € 4,10; € 6,10 of € 8,10. Dit kaartje kan zowel in de spits- als in de daluren gekocht worden. Overstappen mag binnen de maximale reistijd.
- Kids groepsticket
- Buurtbuskaartje
- Meerreizen Bundel - 10 maal 1,5 uur reizen in 2021[44]

### Voormalig
- Buzzer, was tussen 2008 en 2015 een dagkaart voor een of meerdere personen voor alle bussen, (trams) en treinen van Connexxion
- Geschenkdagkaart, gelijke voorwaarde als de Buzzer maar dan als geschenk voor een ander
- Meerrittenkaart Zaandam
- Ritkaart Twente
- MAXX reiskaart Almere (sinds 1 oktober 2014 alleen te koop voor de OV-chipkaart, papieren kaart was nog geldig tot 1 oktober 2015.)
- MAXX meerreiskaart Almere[45]
- Almere Jong[46]

In het voorjaar van 2008 was er een langdurige staking in het streekvervoer. Reizigers met een abonnement konden een claim indienen bij Connexxion, waarbij ze per gemiste reisdag een geschenkdagkaart kregen (maximaal 15 stuks), die ongeacht de keuzezone van het abonnement in het gehele vervoergebied kon worden gebruikt tot eind 2009.

## Services

### Winkels
De eerste twee gemakswinkels van Connexxion, onder de naam Breaxx, werden geopend in juni 2011 op het busstation in Enschede en op 30 september 2011 op het station van Alkmaar. Later is een vestiging in Amstelveen geopend, en die in Alkmaar is gesloten.

### Verzekeringen
Connexxion was sinds de zomer van 2011 actief als verzekeringsbemiddelaar (tussenpersoon) in samenwerking met Delta Lloyd. Er werden huisdier-, auto- en vakantieverzekeringen aangeboden. Inmiddels is deze proef beëindigd.

### Mobiele app
Op 22 februari 2010 bracht Connexxion een app uit voor de iPhone. Deze applicatie geeft inzicht in alle actuele vertrektijden van de bussen, trams, treinen en boten van Connexxion en dochterondernemingen GVU, Hermes en Breng (Hermes). Het is mogelijk om via de Google Maps-functionaliteit een bushalte in de buurt te zoeken. Ook kan men de actuele dienstregeling van Connexxion bekijken en reizen vooraf plannen. Hierbij wordt ook rekening gehouden met vertragingen en omleidingen.
Op 31 juli 2012 bracht Connexxion ook een app uit voor Android. Deze applicatie is ontwikkeld in samenwerking met reizigers.